# Гедиміновичі

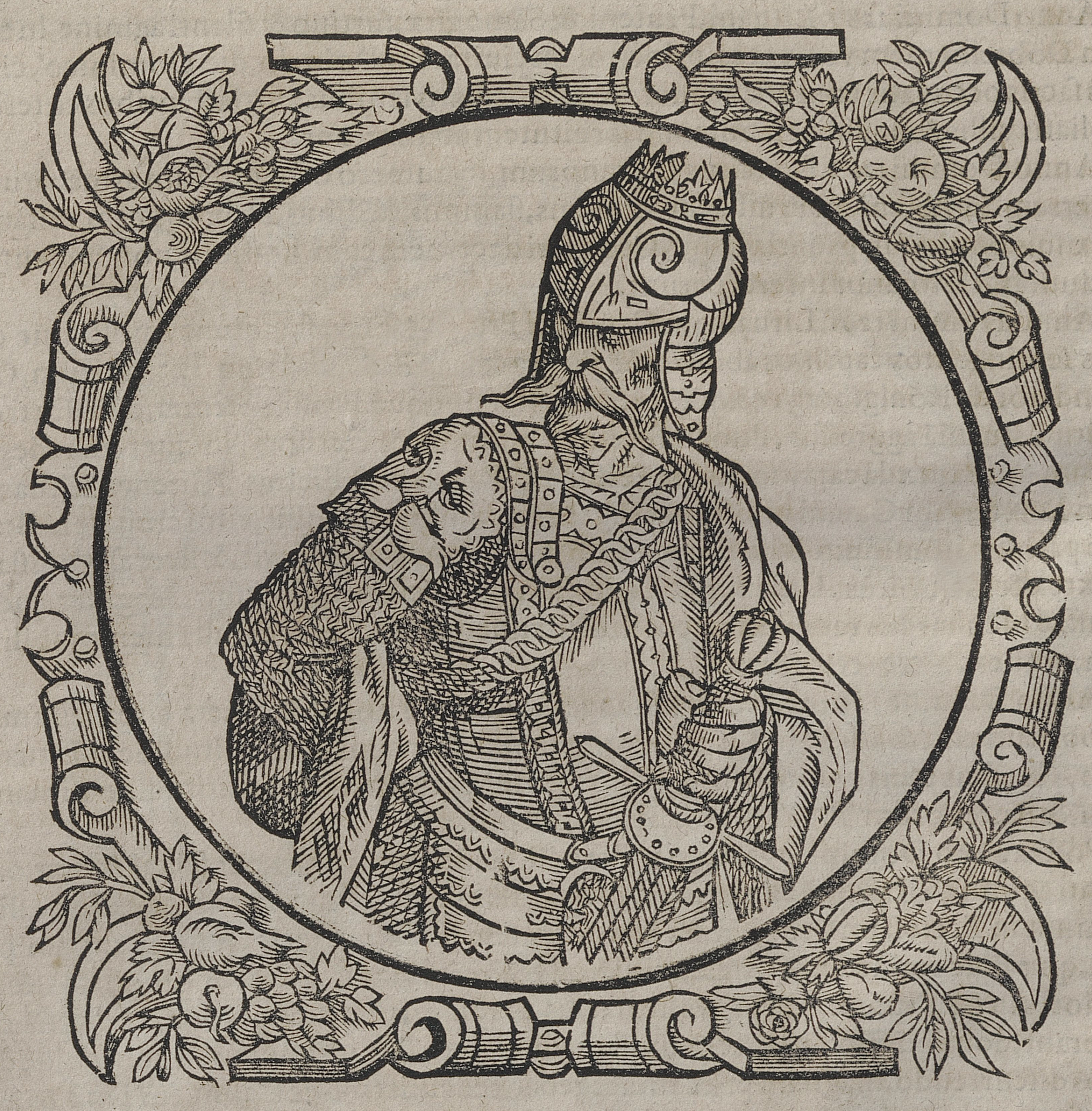
Гедимін. Уявний портрет на гравюрі XVI ст.

Гедимі́новичі (лит. Gediminaičių dinastija, біл. Гедзімінавічы, рос. Гедиминовичи, пол. Giedyminowicze) — династія великих князів Литовських у 1316–1572 рр. та королів Польських у 1386–1572 рр., нащадків великого князя Гедиміна.
Представники цілої низки славетних аристократичних родин Великого князівства Литовського, Білорусі, України, Росії та Польщі або дійсно походили від Гедиміна, або за родинними легендами виводили від нього свій родовід. Гедиміновичі, як і Рюриковичі, були «природними» князями, хоча через бідність та провінційність деякі роди надалі втратили титул. Більшість із них (Трубецькі, Чорторийські, Мстиславські, Вишневецькі та ін.) були нащадками удільних князів, які лише за часів централізаторської політики XV–XVI ст. втратили реальну суверенну владу. Інші — Голіцини, Куракіни, Хованські, Волинські були нащадками безудільних придворних бояр-аристократів. Представники численних родів нащадків Гедиміна обіймали найвищі державні посади, вони зробили вагомий внесок у розбудову державності Литви, Речі Посполитої та Росії. Окрім того, Гедиміновичі були одними з найбільших землевласників на цих землях.

## Нащадки Гедиміна— Великі князі Литовські
- Євнут (1341–1345), один із молодших синів Гедиміна
- Ольгерд (1341–1377), 3-й син Гедиміна
- Ягайло (1377–1381), 6-й син Ольгерда
- Кейстут (1381—1382), 4-й син Гедиміна, брат Ольгерда та Євнута
- Ягайло (вдруге, 1382–1392), з 1385 р. також король Польщі (Владислав II)
- Вітовт (1392–1430), один із синів Кейстута
- Свидригайло (1430–1432 (1440)), наймолодший син Ольгерда
- Сигізмунд (1432–1440), молодший син Кейстута, брат Вітовта

Із 1440 р. і до 1572 р. великими князями Литовськими були лише Ягеллони.
- Казимир (1440—1492), другий син Ягайла, з 1444 р. також король Польщі (Казимир IV)
- Олександр (1492—1506), 4-й син Казимира Ягеллончика, з 1501 р. також король Польщі
- Сигізмунд (Старий) (1506—1548), 5-й син Казимира, також король Польщі (Сигізмунд І)
- Сигізмунд (Август) (1548–1572), єдиний син попереднього, також король Польщі (Сигізмунд II) з 1548 р. і єдиної Речі Посполитої — з 1569 р.

Після запровадження в Речі Посполитій виборної монархії лише один ймовірний Гедимінович був великим князем Литовським та королем Польщі — Михайло Корибут Вишневецький (1668–1672), нащадок Ольгерда (існує й версія, що він був Рюриковичем).

## Походження Гедиміна

Старовинний умовний портрет Витеня

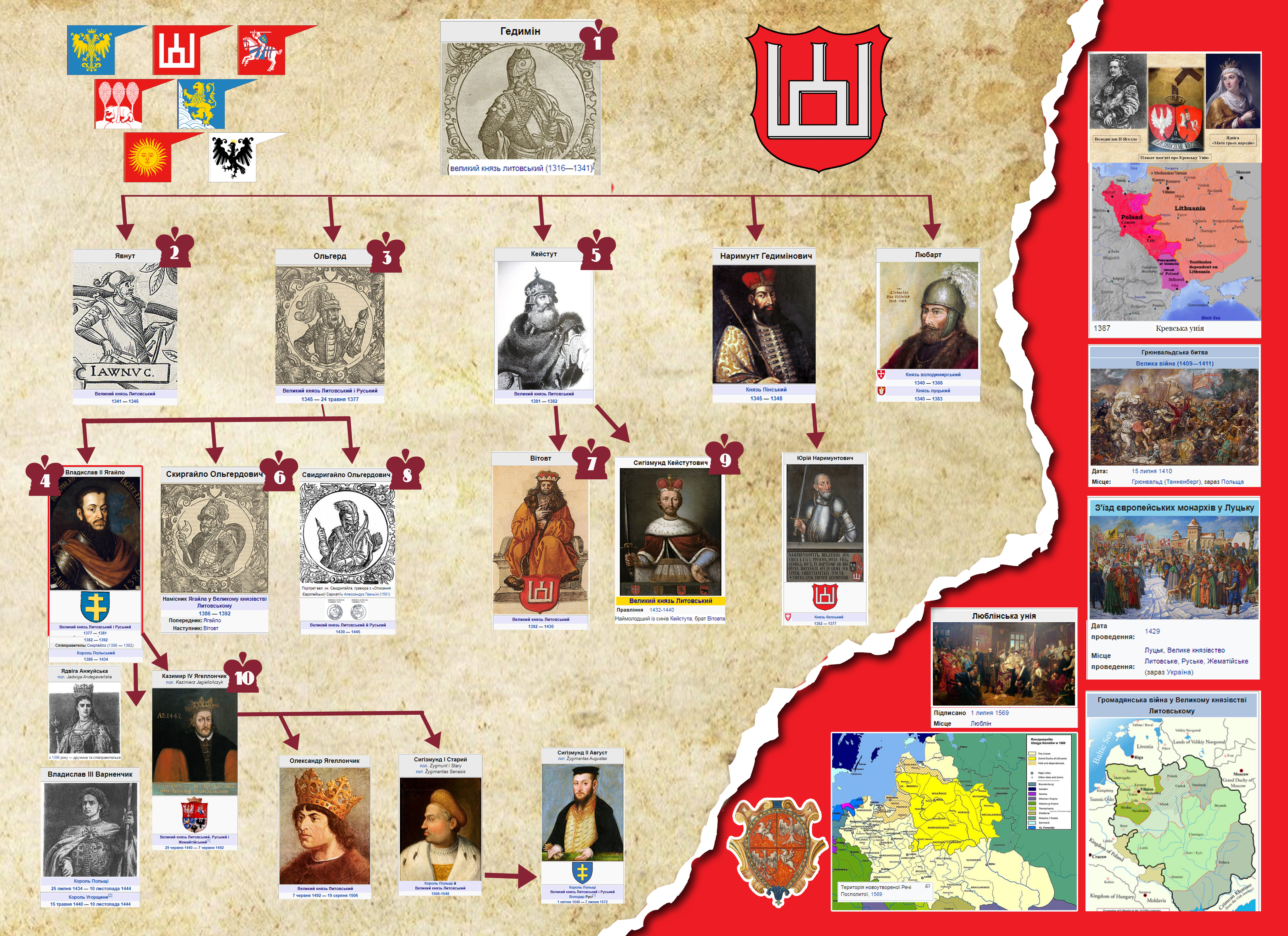
Династія Гедиміновичів

Достеменно родинний зв'язок між Гедиміном та його родичами по висхідній лінії прослідкувати неможливо через брак надійної джерельної бази. Вважається, що його батьком був Путувер Будивид (? — бл. 1295), «король» Литовський із 1282 року.
Він залишив декількох синів (від одного або кількох шлюбів), з яких відомі «король» Витень (?—1315), наступник батька на Литовському престолі; Гедимін (бл. 1275–1341, убитий при осаді орденського замку Баєрбург), наступник свого старшого брата; та Воїн (? — після 1326), попередник Наримунта на Полоцькому престолі.
Єдиний син Витеня Свалігот (? — бл. 1310) та єдиний син Воїна Любко-Любарт (? — 1342, убитий на війні з Тевтонським орденом), не залишили нащадків, позаяк про них нічого не відомо.

## Шлюби та діти Гедиміна
Князь Гедимін був одружений тричі Першою його дружиною була Вінда Жмудська, дочка простого бортника Віндемунда. Від цього шлюбу народились сини Монтивид (Люнтивид) та Наримунт.
Наступного разу Гедимін одружився з княжною Ольгою Всеволодовною Смоленською Від цього шлюбу залишились сини Ольгерд, Кейстут та три дочки: одна невідома на ім'я, дружина старости Городенського Давида, друга — Данмила-Єлизавета, майбутня дружина князя Плоцького, третя — Марія, майбутня дружина великого князя Володимирського та Тверського Дмитра Михайловича «Грізні Очі».
Від третього шлюбу з княжною Євою народились сини Любарт-Дмитро, Євнут-Іван, Коріят-Михайло та дочки Альдона-Анна (з 1325 р. дружина короля Польщі Казимира III П'яста), Гаудемонта-Євфимія (дружина останнього галицького князя Юрія-Болеслава) та Айгуста-Анастасія (дружина великого князя Володимирського та Московського Семена Гордого).
Старший син Гедиміна Монтивид (бл. 1293–1348, вбитий у битві при Стреві 2 лютого 1348 р. разом із Наримунтом), князь Кернавський та Слонімський, не залишив нащадків.

## Нащадки Наримунта

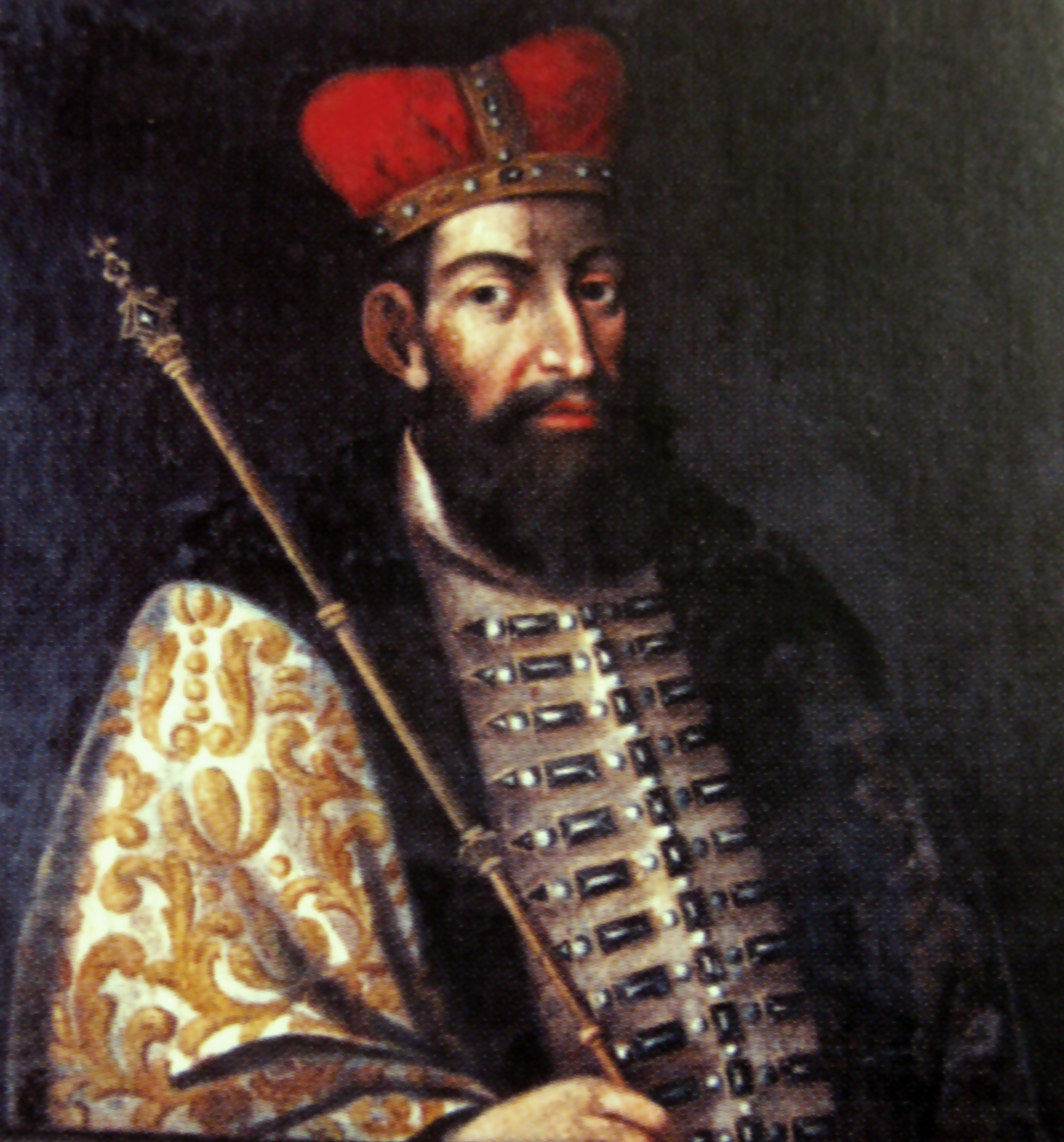
Уявний портрет князя Наримунта, XVIII ст.

Другий син Гедиміна Наримунт (Гліб) (бл. 1294—1348) при житті свого великого батька шукав вотчин на стороні. У 1333 р. він затримав на Волині новгородського архієпископа Василя і шантажем домігся від останнього згоди на утвердження себе служилим князем у Новгороді. І хоча вже 1335 р. Наримунт залишив місто (щоб заволодіти вакантним престолом князівства Полоцького), проте його нащадки пам'ятали про першу «вотчину» пращура. У гербах старших російських Гедиміновичів — князів Голіциних, Куракіних та Хованських — разом із «Погонею» межує старовинний герб Новгородської землі. До речі, саме Наримунт першим і використав традиційний потім герб «Погоня» — на своїй власній печатці, якою скріпив договір із ризькими німцями в 1338 р.
Окрім Полоцька Наримунт успадкував також Пінське князівство.
Після загибелі Гедиміна в 1341 р. Наримунт підтримав батькового спадкоємця — молодшого брата Євнута Віленського. Тому коли в 1345 р. останній був скинутий із престолу Ольгердом, Наримунт потрапив в опалу та вимушений був тікати до Орди[джерело?]. І хоча згодом він отримав згоду на повернення, ані йому, ані його дітям не повернули Полоцька та більшості інших вотчин. Тому Наримунтовичі відповідного до свого походження ніколи не мали провідного становища ні, власне, у Литві, ні, пізніше, у Польщі. Вже з кінця XIV століття вони подались, головним чином, до Московії.
Наримунт був тричі одружений, проте найімовірніше лише від другої дружини, княжни Слонімської[джерело?], він мав дітей. Він залишив шістьох синів — Пунігайла, Патрикея, Олександра, Юрія, Семена-Феодосія та Михайла. Окрім Семена (князя Свіслоцького), усі вони залишили нащадків. Скоріш за все, у нього були також і дочки, проте про них нічого не відомо.
Князь Пунігайло (?—1380) залишився язичником, а єдиний його син Сунігайло помер бездітним.

### Князі Патрикеєвичі
Патрикей-Давид двічі — у 1383–1386 та у 1398–1408 рр. був служилим Новгородським князем. Він же в 1408 р. одним із перших нащадків Гедиміна переїхав до Великого князівства Московського, де отримав вотчинні землі.

#### Корецькі

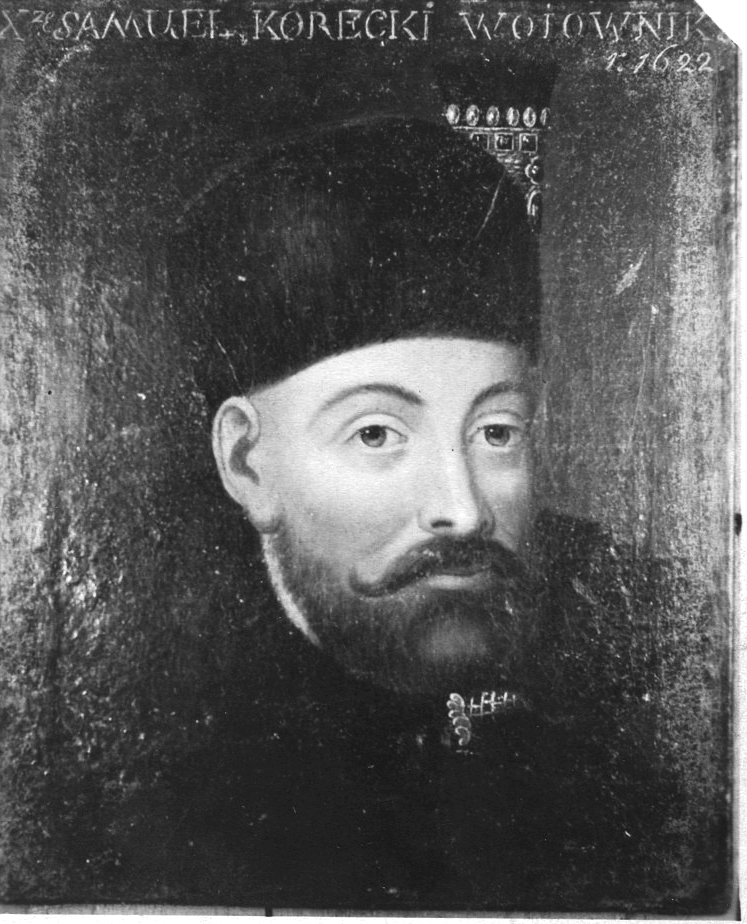
Старовинний портрет князя Самуїла Корецького (1586–1622)

Старший син Патрикея князь Олександр Патрикеєвич у 1399 р. повернувся до Литви, де отримав у вотчину спочатку Стародуб, а з 1442 р. — Корець. Він же започаткував князівську гілку Корецьких — найстаршу серед Гедиміновичів. Після його смерті рід розпався на дві гілки — старшу (нащадки Семена Олександровича, який залишив Корець та згодом разом із дідом Патрикеєм та обома дядьками переїхав до Москви) та молодшу (нащадки Василя Олександровича, який отримав Корець у спадщину після смерті свого батька Олександра Патрикеєвича). Старша гілка згасла в середині XVI ст. на князеві Івані Богдановичі («Корецькі на Москві перевелися»).
Представники молодшої гілки Корецьких залишались удільними князями у Литві, проте не були впливовими, вони не підіймались вище посад каштелянів та старост. Після Люблінської унії князь Богуш-Єфим (1510–1576) першим у роду прийняв католицтво. Останній представник роду — правнук Богуша-Єфима князь Самійло-Кароль (1621–1651) помер від чуми у військовому таборі під час війни з козаками.

#### Патрикеєви та їх відгалуження
Другий син Патрикея Новгородського князь Юрій Патрикеєвич приїхав до Московії разом із батьком. Він був впливовою персоною за часів Василя I та Василя II, неодноразово виконував військові та дипломатичні доручення. Більше того, князь Юрій був спочатку обвінчаний з Анною Московською, дочкою Дмитра Донського (1387), потім — з княжною Марією, донькою Василя I (1418). Через ці шлюби його нащадки увійшли до вищої родової знаті Москви. Він мав двох синів — Василя, що помер раніше за батька, та Івана Гвоздя. Останній був значним державним діячем Московії у часи Івана III, проте потрапив в опалу у 1499 р. та прийняв насильницький чернечий постриг разом з синами Василем та Михайлом. Перший — Василь Патрикеєв (у чернецтві Вассіан, ?—1531, заморений голодом) — провідний діяч нестяжателів в часи Василя III, впав у боротьбі з йосифлянами.

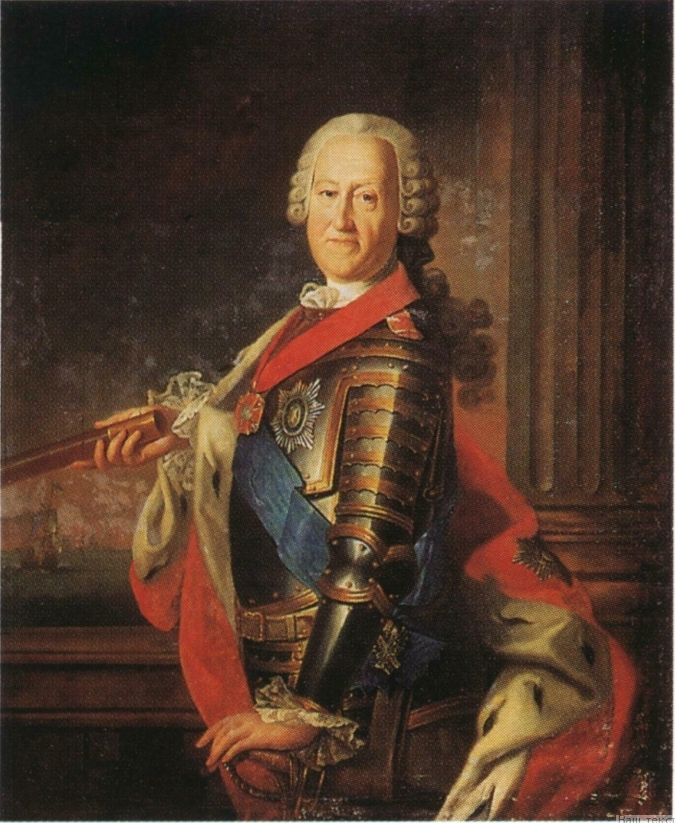
Князь Михайло Михайлович Старший Голіцин, генерал-фельдмаршал. Представник гілки «Михайловичів»

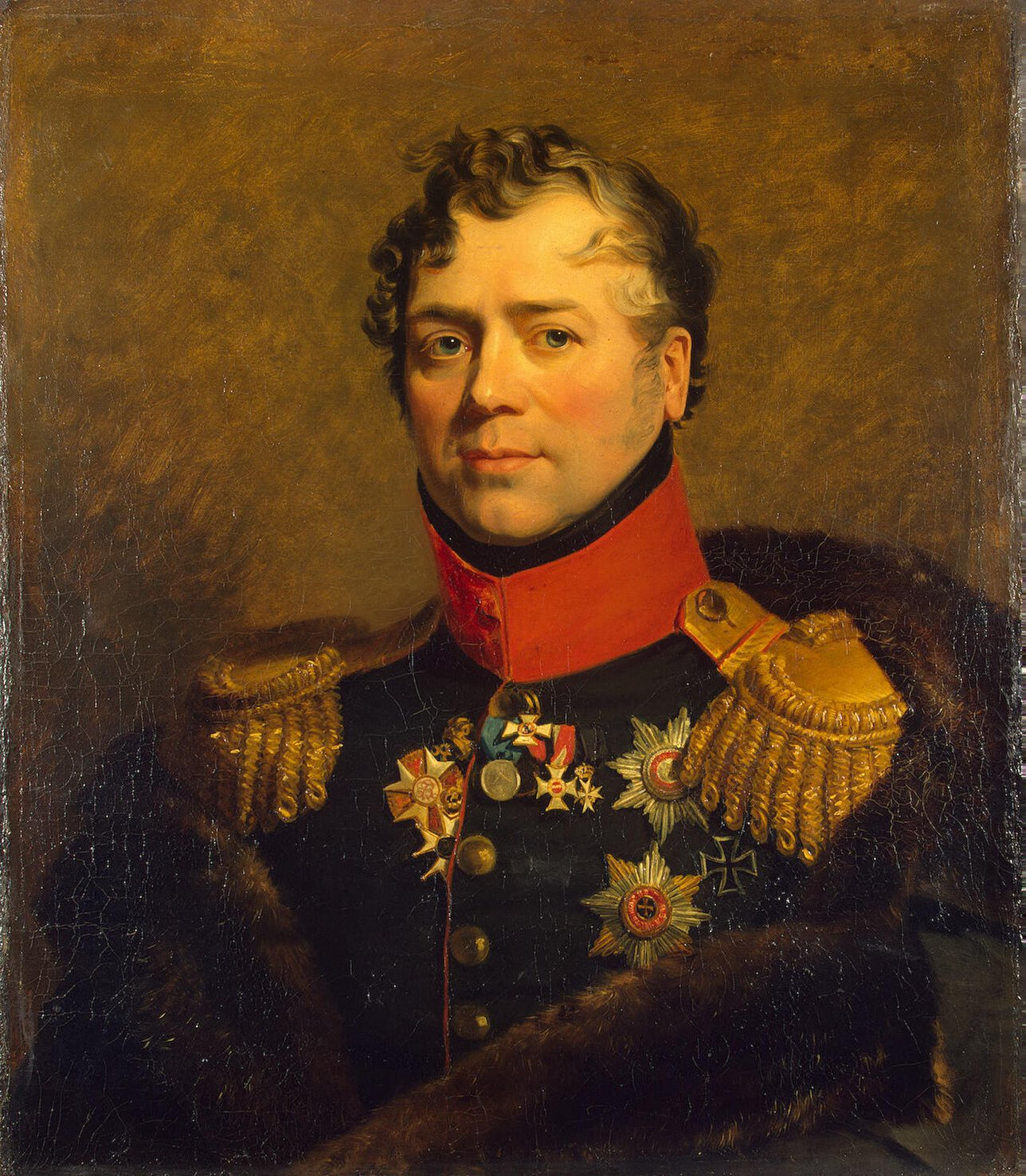
Світліший князь Дмитро Володимирович Голіцин, генерал від інфантерії, герой війни 1812 р., представник гілки «Олексійовичів»

Щодо рано померлого Василя Юрійовича, то у нього залишилось два сина — Іван Булгак (?—1498) та Данило Щеня (?—1519). Обидва вони вже не носили прізвище Патрикеєвих. Данило Щеня був значним воєводою Івана III. У 1500 р. він вщент розгромив гетьмана Острозького на Ведроші (проте в 1502 р. сам був розбитий орденськими німцями при Смолині). Від Данила Щені пішов нечисленний рід князів Щенятєвих. За часів опричнини, у 1568 р., князь Петро Михайлович Щенятєв був страчений разом із сином за звинуваченнями у державній зраді, і з їхньою загибеллю рід згас.

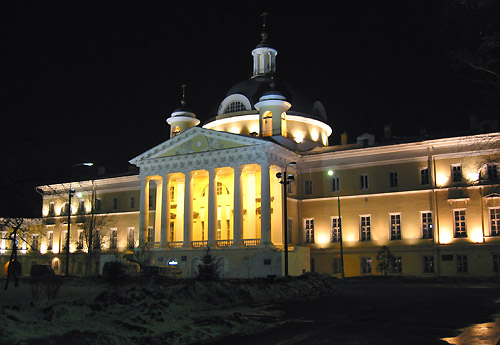
Голіцинська лікарня в Москві (1802 р.) — перша лікарня для бідних. Збудована на кошти князя Д. М. Голіцина

Іван Васильович Булгак залишив чотирьох синів — князів Булгакових, проте з них мали дітей лише другий син — Михайло Голіца Булгаков (? — бл. 1558) та третій — Андрій Курака Булгаков (? — бл. 1521). Перший із них заарештував у 1514 князя Глинського за зраду і в тому ж році безславно програв разом із конюшим Челядниним битву при Орші (тому ж таки Острозькому), після якої 37 років сидів у литовському полоні. Від нього пішли князі Голіцини. Андрій Курака же заснував князівський рід Куракіних.
З початку XVII ст. Голіцини Куракіни та близькі до них Хованські отримували боярство автоматично по досягненню чоловіками дорослого віку, оминаючи чин окольничого (такий привілей мали лише 16 родів допетровської Росії).
Наприкінці XVII ст. рід Голіциних розпався на чотири гілки. З часом вони настільки подробилися та віддалилися одна від одної, що в наш час можна стверджувати не про окремі гілки одного роду, а навіть про різні княжі роди Голіциних.
Старша гілка («Васильовичі»), з якої походив фаворит Софії царівни князь Василь Васильович, після опали останнього не мала великих впливів у державі (старший онук Василя, князь Михайло «Квасник» (1687–1775) був навіть шутом Анни Іванівни). Її представники частіше дослуговувались лише до штаб-офіцерів. Ця гілка згасла за кордоном у 1952 р.
Друга гілка — «Івановичі» — була нечисленною та згасла ще в 1742 р.
Численні представники двох інших гілок, «Олексійовичі» та «Михайловичі» в XVIII–XX ст. дали країні велику кількість державних та військових діячів. Більше чотирьох десятків Голіциних були генералами. Численні нащадки обох гілок мешкають у Росії та за кордоном.

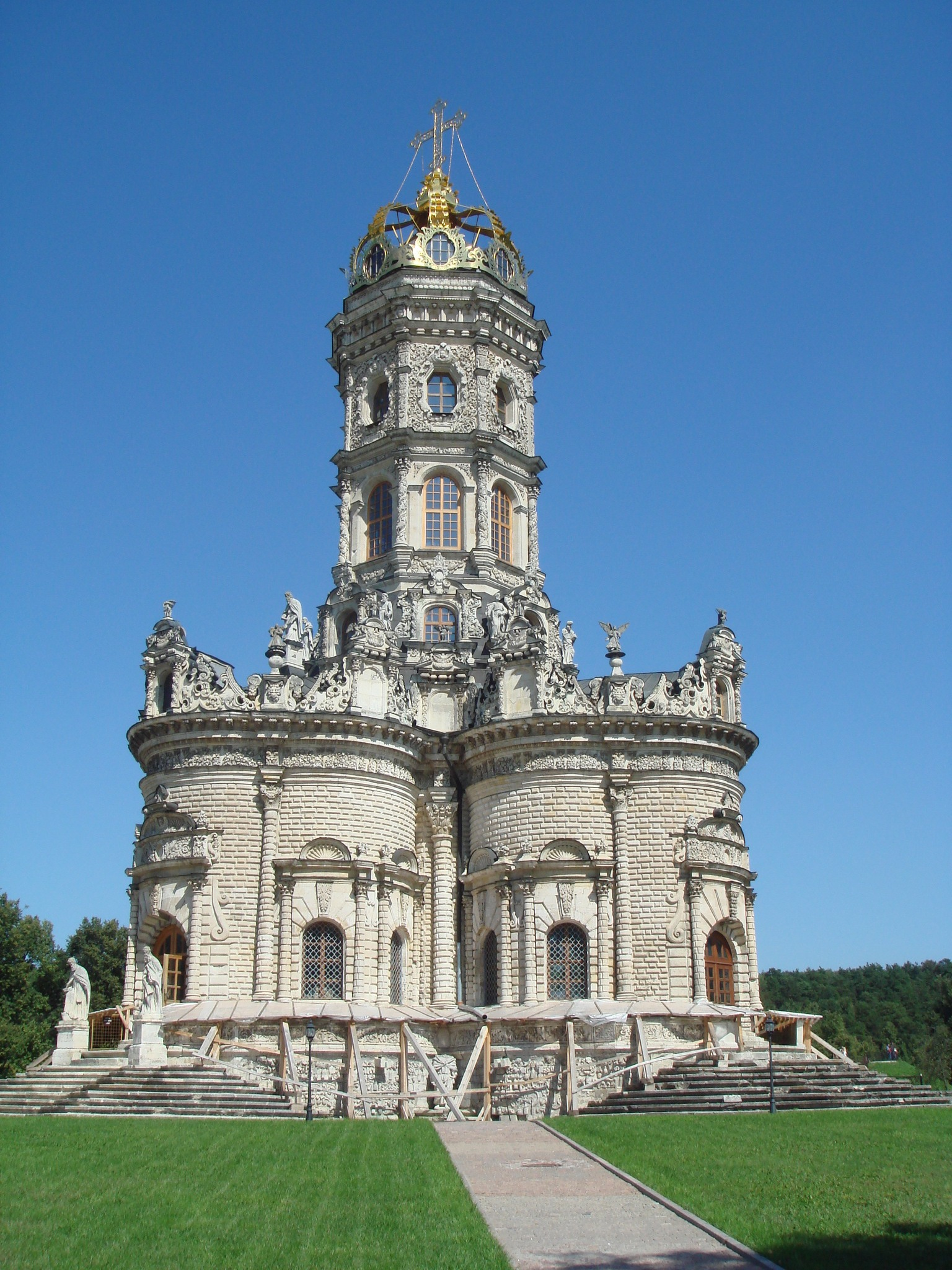
Церква в Дубровицях біля Подольська (1690–1704) — шедевр маєтку князя Б. О. Голіцина

Серед інших з гілки «Олексійовичів» походили:
- князь Борис Олексійович (1651–1714) — вихователь Петра I[14], засновник архітектурного напрямку «голіцинське бароко».
- князь Валеріан Михайлович (1803–1859) — декабрист[15].
- князь Олександр Михайлович «Срібний» (1798–1858) — декабрист.
- князь Олександр Михайлович (1773–1844) — міністр народної освіти в 1817–1824 рр.
- князь Микола Дмитрович (1850–1925, розстріляний більшовиками) — останній голова уряду царської Росії в 1917 р.
- князь Лев Сергійович (1845–1915) — винороб, підприємець.
- князь Микола Сергійович (1809–1892) — генерал від інфантерії, військовий історик.

З гілки «Михайловичів» найбільш відомі:
- князь Дмитро Михайлович (1665–1737, вбитий в ув'язненні) — губернатор Києва, «верховник».
- князь Михайло Михайлович Старшой (1675–1730) — генерал-фельдмаршал.
- князь Михайло Михайлович Молодший (1684–1765) — генерал-адмірал флоту в часи Єлизавети Петрівни.
- князь Олександр Михайлович (1718–1783) — генерал-фельдмаршал.

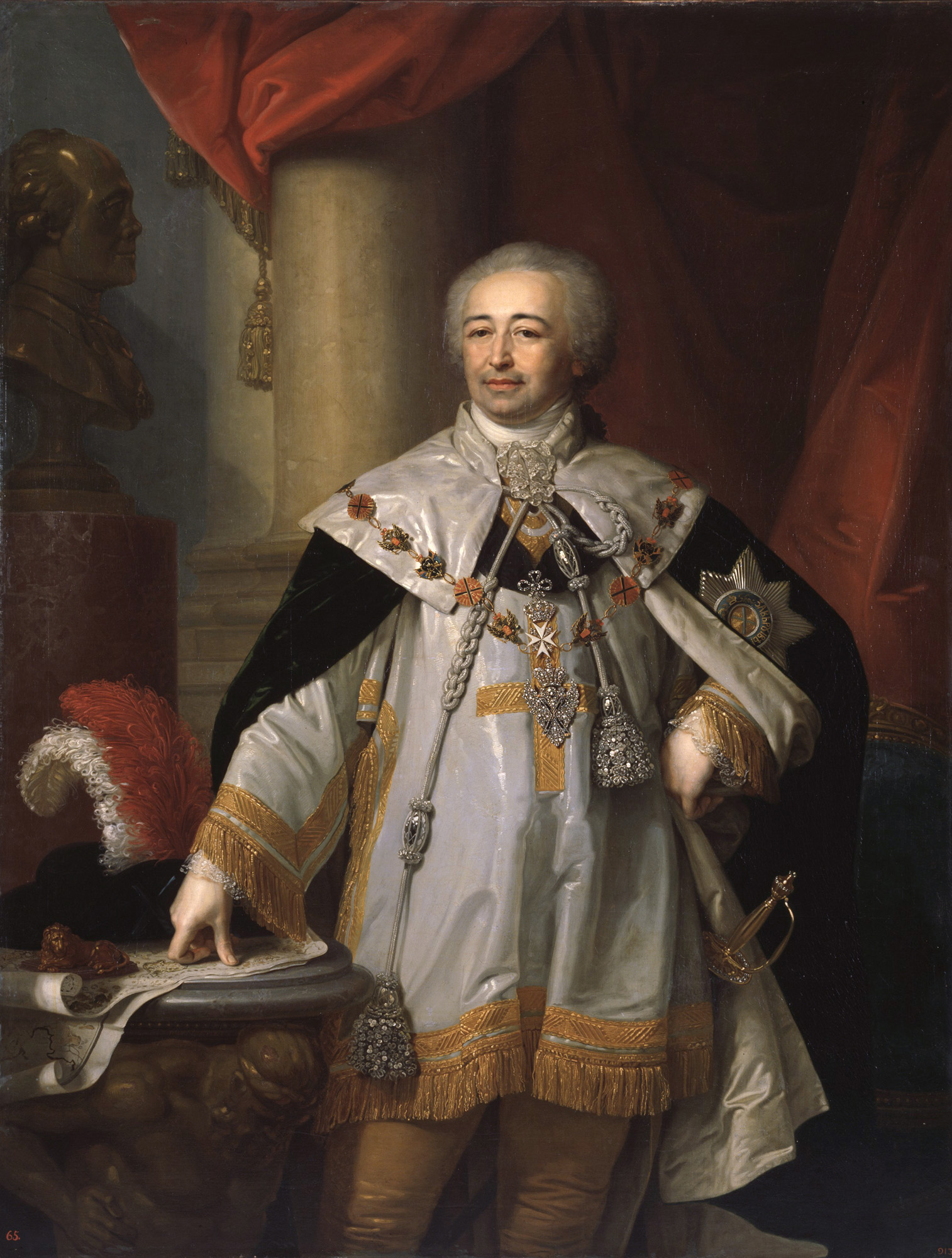
Портрет князя Олександра Борисовича Куракіна у вбранні мальтійського лицаря (художник В. Боровиковський)

Рід князів Куракіних не був таким численним як Голіциних, проте його представники теж зробили великий внесок у розбудову Російської імперії. Найбільш відомі з них князь Олександр Борисович (1752–1818), дипломат, віце-канцлер у часи Павла I, та його брат князь Олексій Борисович (1759–1829), генерал-прокурор, пізніше міністр внутрішніх справ. Останній деякий час обіймав посаду губернатора Малоросії.
Нині Куракіни майже вигасли. Останні представники цього роду — князь Олександр Михайлович (нар. 1959) та його син князь Дмитро Олександрович (нар. 1995) — мешкають у Франції.

#### Хованські

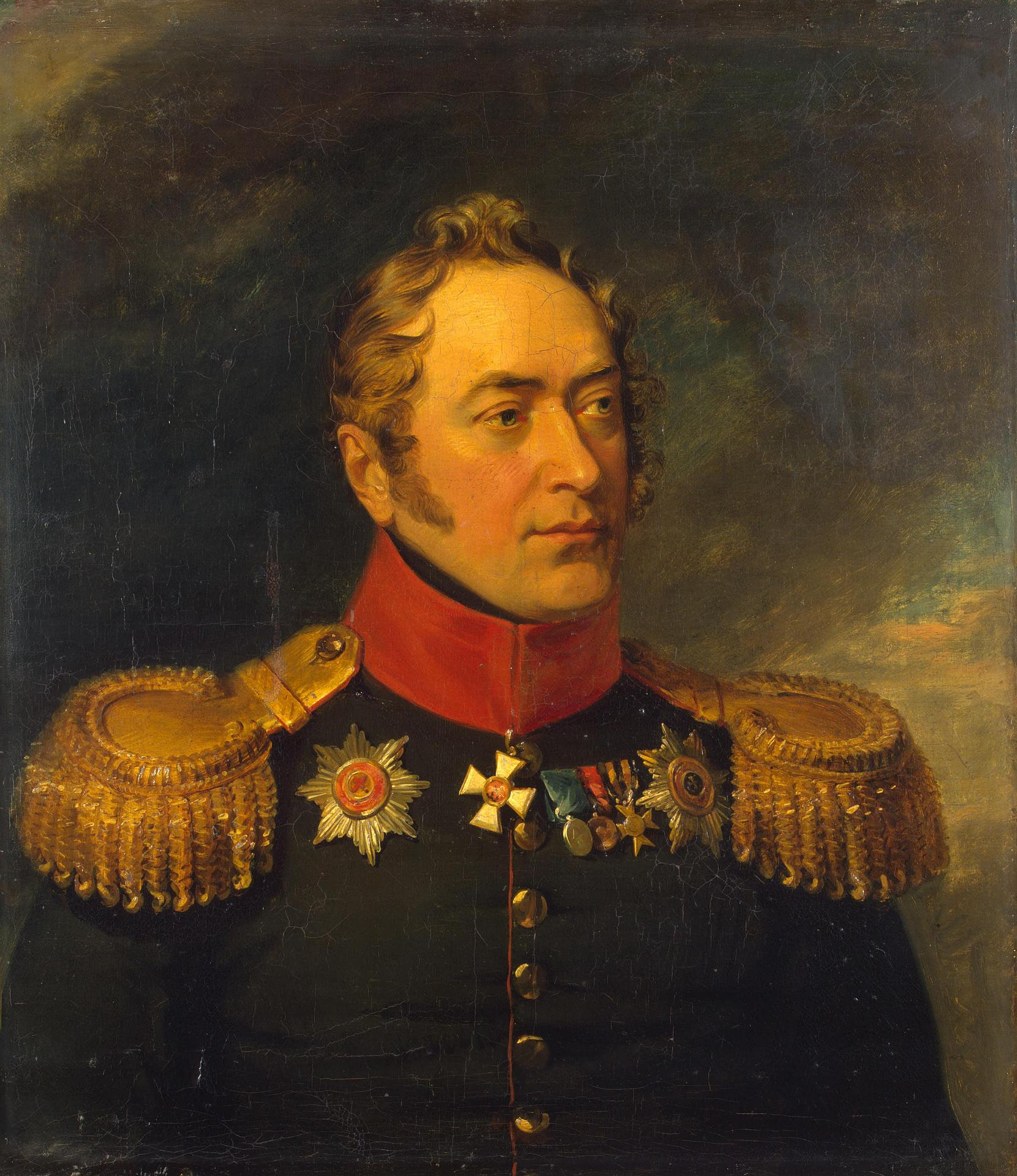
Князь Микола Миколайович Хованський — державний діяч, генерал від інфантерії, учасник війни 1812 р

Третій син князя Патрикея Новгородського — князь Федір Патрикеєвич (?—1426), разом із батьком та іншими родичами теж переїхав до Москви. Син його князь Василь Ховака став родоначальником династії Хованських. Найбільш відомий із цього роду князь Іван Андрійович «Тараруй» (? — 1682, страчений разом із сином Андрієм). У 1657 р. при Гдові Хованський розгромив колишнього фаворита шведської королеви Магнуса Делагарді (але згодом був двічі розбитий поляками — під Полонкою та при Кушліках). У 1682 р. він намагався за допомогою повсталих стрільців захопити владу, проте впав у боротьбі з Софією царівною (за мотивами цих подій М. П. Мусоргський написав оперу).
Хованські теж дали країні значну кількість державних діячів та військових, які нині мешкають в Росії. Один із них — професор князь Аскольд Георгієвич (нар. 1947).

### Згаслі роди Наримунтовичів. Ружинські, Белзькі та Пінські
Окрім Патрикея всі інші сини Наримунта залишились у Литві, проте володіли вони дрібнішими уділами, аніж нащадки Ольгерда.

#### Ружинські
Князь Олександр Наримунтович (згадується з 1330-х рр.) володів містом Корець та був намісником батька в Ореховці. Згідно з пізнішими даними, саме від нього веде свій початок рід князів Ружинських. Проте перший достовірний представник роду — князь Іван (? — бл. 1486). Генеалогія Ружинських вкрай заплутана, тому достовірність походження роду від Наримунта і взагалі від Гедиміна є доволі сумнівна. Спочатку вони називались князями Ружинськими-Роговицькими, а в XVI ст. їх рід розпався на дві гілки — старшу, представники якої потім іменувалися Наримунтовичами-Ружинськими, та молодшу гілку князів Бурдиновичів-Ружинських.
Представники цього збіднілого провінційного роду, обидві гілки якого згасли десь в середині — другій третині XVII ст., більш відзначились як вільні козацькі ватажки, аніж як королівські урядовці. Так представники старшої гілки Ружинських — князі Михайло Іванович (?—1586), брат його Остафій Іванович (?—1587), та сини останнього Кирило Остафійович (?—1599), Микола Остафійович (?—1592) та Михайло Остафійович (? — після 1592) були отаманами запорожців. Син Кирила князь Роман Кирилович «Чорний Гетьман» (1575–1610) — воєвода самозванця Лжедмитра II.

#### Белзькі
Юрій Наримунтович (? — кін. XIV ст.) був удільним князем у містах Кременець (до 1352 р.), Белз (1352—1377 та 1383—1387 рр.) та Холм (до 1377 р.). Рід його нащадків — князів Белзьких — був дуже нечисленним. Навіть родинний зв'язок між ними не можна прослідкувати достеменно. У 1398 р., зі смертю князя Романа Юрійовича (служилого князя Новгородського), та його брата Івана у 1399 р., рід Белзьких згас.

#### Пінські
Михайло Наримунтович (?—1350-і рр.) після загибелі свого батька в 1348 р. отримав в уділ Пінськ. Нащадки його зберігали це місто як спадковий уділ. Рід Пінських вигас у 1471 р. на князеві Юрії Семеновичі, а згодом уділ відійшов до представника роду Олельковичів (вони володіли Пінським уділом до 1495 р.). У пізніші часи деякі представники збіднілих князівських родів Курцевичів та Буремльських наголошували на своєму походженні від князя Костянтина Пінського, проте навіть саме існування цього князя є доволі сумнівним.

## Нащадки Ольгерда

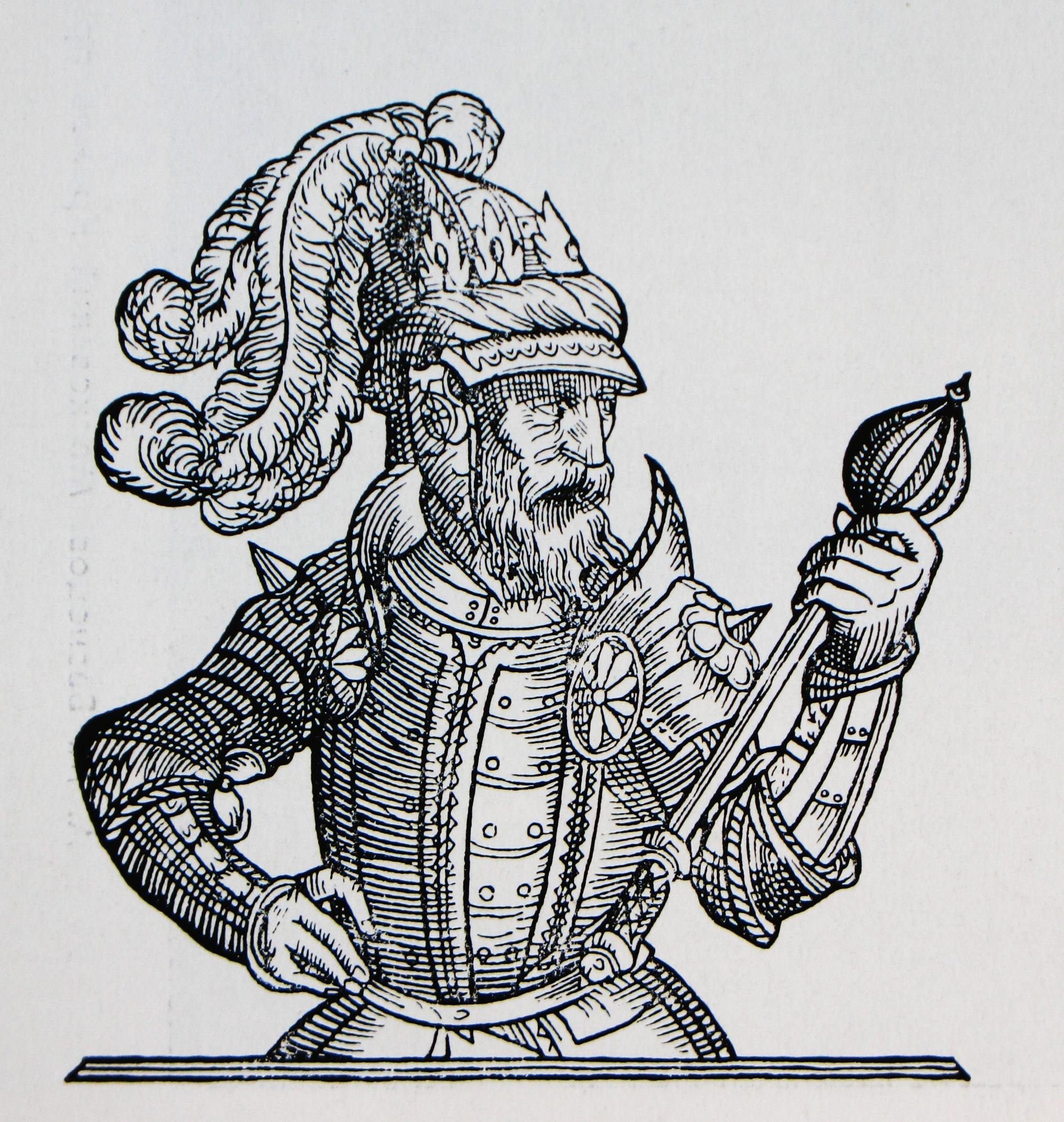
Ольгерд. Старовинна гравюра

Третій син Гедиміна Ольгерд (бл. 1296–1377) за життя батька був удільним князем Вітебським (з 1320 р.). Це княжіння він отримав та забезпечив за собою через свій перший шлюб з вітебською спадкоємицею княжною Марією Всеволодовною (? — 1346).
У 1345 р. Ольгерд за допомогою брата Кейстута Троцького скинув з престолу батькового спадкоємця, молодшого зведеного брата Євнута.
Ставши великим князем Литовським, Ольгерд значно розширив межі своєї держави, приєднавши Брянськ, Курськ, Чернігів, Поділля, Волинь, а в 1363 — і Київ. Більшість новоприєднаних земель він передав в уділи своїм численним дітям, тому в Литві а потім і в Польщі саме Ольгердовичі зайняли серед усіх Гедиміновичів найвище становище.

### Старші Ольгердовичі
У Ольгерда від першого шлюбу з княжною Вітебською залишилось п'ятеро синів — Андрій-Вінгольд Горбатий, Дмитро, Костянтин, Володимир, Федір та три дочки — Феодора (дружина князя Карачевського), невідома на ім'я (дружина князя Одоєвського) та Агрипина (дружина князя Давида Дмитровича Городецького і великого князя Нижньогородського Бориса Костянтиновича).
Всі сини Ольгерда від першого шлюбу були хрещені в православну віру.

#### Нащадки Андрія Ольгердовича

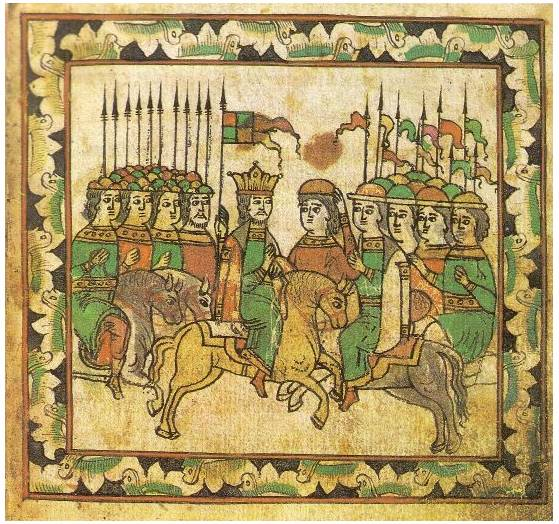
Дмитро Донський зустрічає Андрія Полоцького та Дмитра Брянського перед Куликовською битвою. Мініатюра XVII ст.

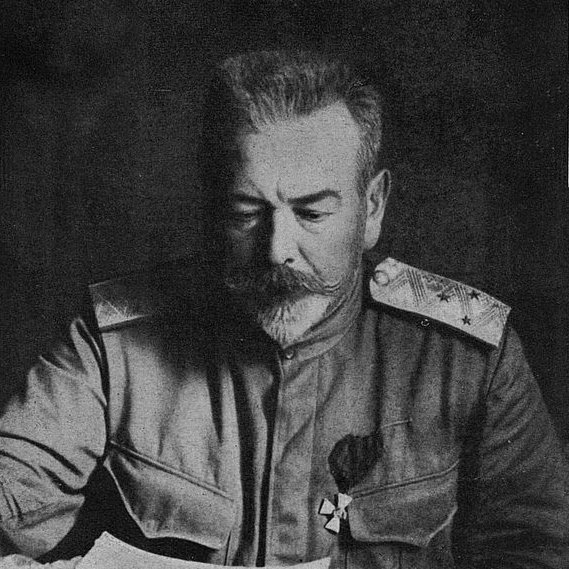
Генерал-лейтенант Олександр Сергійович Лукомський, білогвардієць

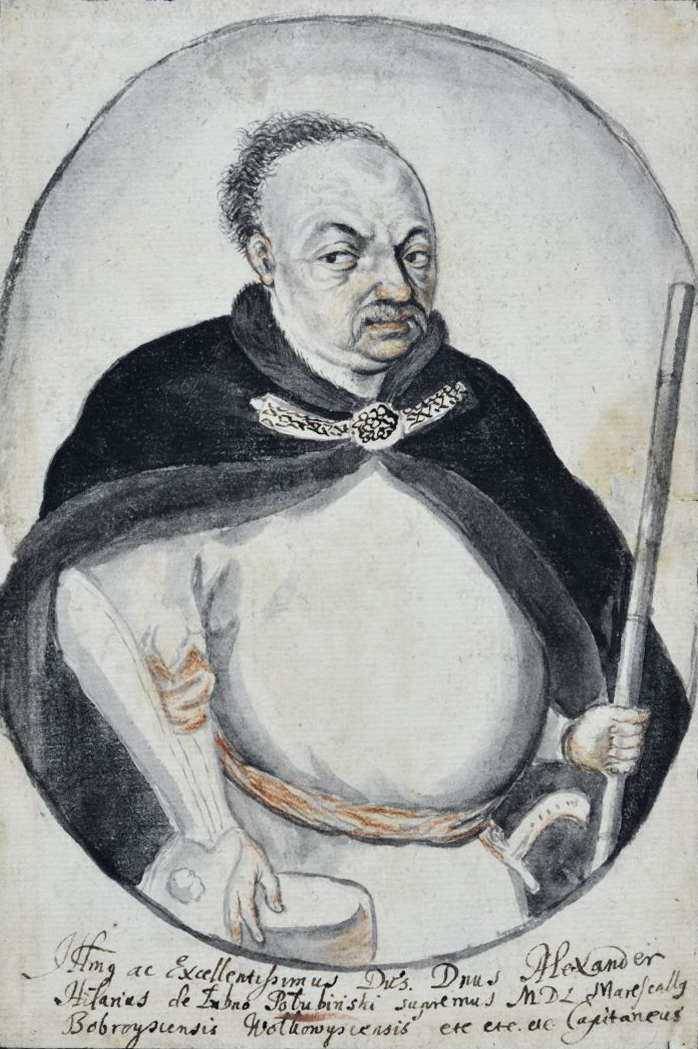
Князь Олександр-Гілярій Полубінський. Малюнок XVII ст.

Старший син Ольгерда Андрій Горбатий (бл. 1325–1399, загинув у битві на Ворсклі) неодноразово був служилим князем Пскова (в 1341–1348, 1377–1385, 1393–1399 рр.). На батьківщині він отримав в уділ Полоцьк (після втечі Наримунта), а з 1386 р. також і Лукомль. Андрій Ольгердович брав участь у всіх походах та битвах свого батька — з татарами, Москвою та орденцями. Проте він так і не став спадкоємцем Ольгерда. Через конфлікт зі зведеним братом Ягайлом в 1377 р. Андрій залишив Литву і разом із братом Дмитром Брянським переїхав на службу до Дмитра Донського. Він взяв участь в битвах на Вожі та на Куликовому полі. Надалі він повернувся до Литви, тримав сторону дядька Кейстута та кузена Вітовта проти Ягайла, примирився з останнім в 1392 р. та загинув у битві на Ворсклі.
Андрій мав трьох достовірно відомих синів — Михайла (вбитий в 1385 р. при поході на Рязань), Семена (вбитий в міжусобиці в 1387 р.) та Івана (? — 1439). Іван залишив єдиного сина Олександра (? — 1442), який в 1439–1442 рр. був служилим князем во Пскові.
У пізніші часи князі Лукомські та Полубинські виводили свій родовід від ще з одного сина Андрія — Федора, проте достовірність існування цього князя є дуже сумнівною.
Перший з достеменно відомих князів Лукомських, Василь (? — 1463) не мав дітей чоловічої статі. Інший представник роду — князь Іван в 1473 р. переїхав до Москви, де отримав вотчини, проте згодом був спалений живцем за зраду (в 1493 р.). Можливо, саме від цього Івана і походять всі відомі Лукомські. Родинний зв'язок між ними майже не прослідковується. Одні представники цього роду в XVI ст. називалися Ольгердовичами-Лукомськими, інші — Лукомськими-Шидуцькими. До кінця XVI ст. рід перейшов у католицтво, хоча за російської доби відомі і православні його представники. Лукомські були дуже бідним родом. Ще в XVII ст. вони втратили князівський титул та за часів Російської імперії були простими дворянами. З роду Лукомських походять декілька генералів XIX–XX ст.
Полубинські (або Полубінські) «з Лубна Полубінські» герба «Яструбець» відомі з кінця XV ст. Цей рід був значно багатшим, аніж Лукомські. З роду Полубинських походили і високопосадовці. Так, відомі князь Василь Андрійович (?—1550), маршалок Литовський; князь Андрій Андрійович (?—1556), маршалок коронний; князь Костянтин (?—1640), воєвода Варшавський; князь Олександр-Гілярій (?—1679), маршалок великий литовський та ін. З кінця XVI ст. Полубинські перейшли у католицтво. За часів Російської імперії рід втратив князівський титул.

#### Нащадки Дмитра Ольгердовича

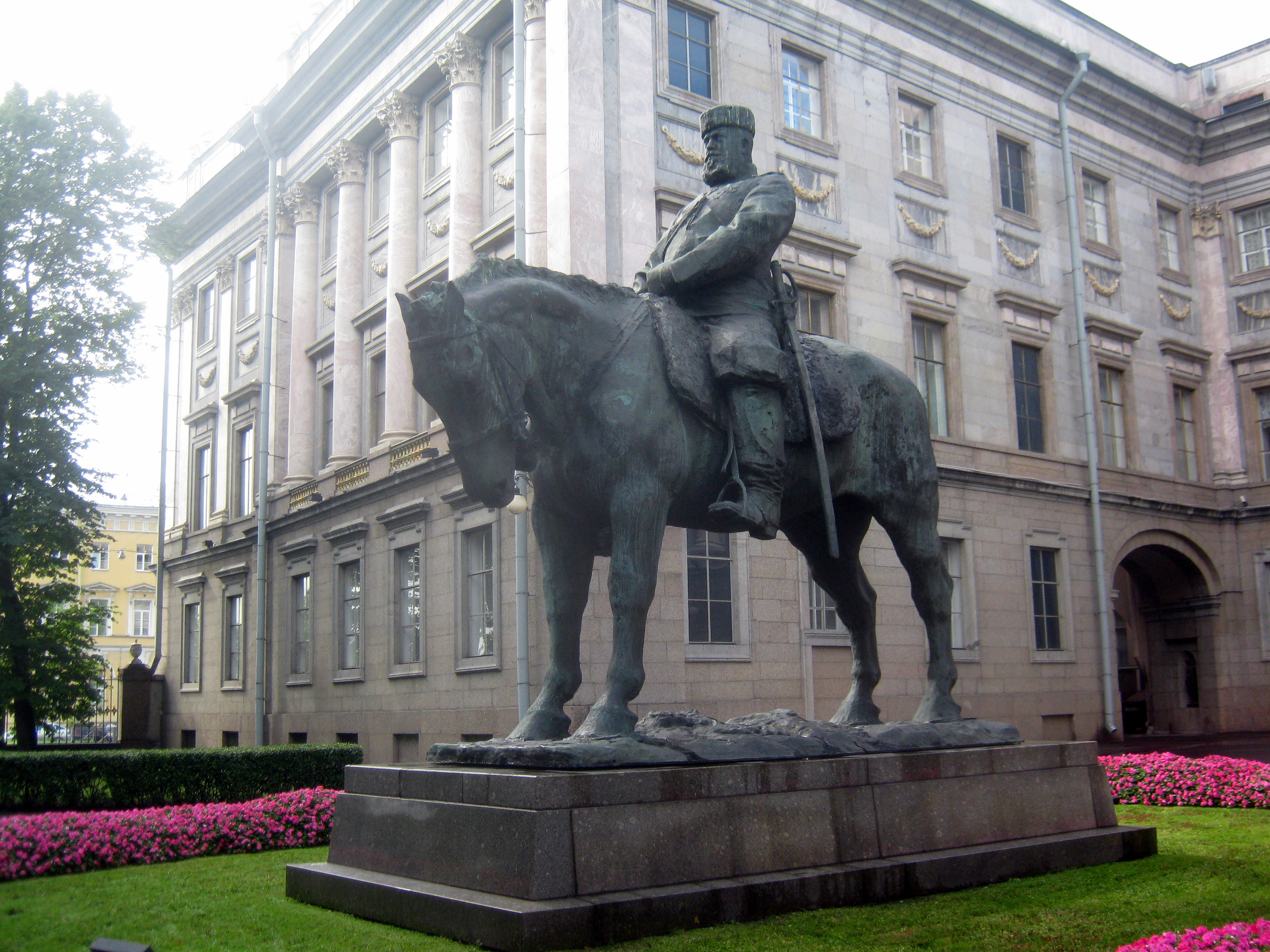
Монумент Олександру III в Петербурзі — «на бегемоті обормот, на обормоті шапка». Скульптор — П. П. Трубецькой

Другий син Ольгерда Дмитро (? — 1399, загинув на Ворсклі) був удільним князем Стародуба, Брянська та Трубчевська. Після смерті батька він також виступив проти Ягайла і через ворожнечу з останнім в 1379 р. від'їхав до Москви, де отримав у вотчину Переславль-Залєський. Дмитро взяв участь у Куликовській битві. Після повернення до Литви йому були повернуті колишні уділи, якими під час еміграції володів зведений брат — Дмитро-Корибут Ольгердович.
Дмитро мав двох синів — Михайла та Івана. Молодший, Іван, загинув на Ворсклі разом з батьком.
Князь Михайло Дмитрович в 1399 р. успадкував Трубчевськ, і далі від нього пішла гілка князів Трубецьких.
Вже після смерті Михайла рід Трубецьких розпався на дві гілки — старшу (нащадки князя Семена Михайловича) та молодшу (нащадки князя Юрія Михайловича). Юрій ще в 1445 р. від'їхав до Москви. Гілка його нащадків згасла в 1543 р.
Трубчевськ на початку XVI ст. був захоплений Московським князівством. Місцеві князі керували своїм родовим уділом аж до його ліквідації в 1566 р. В першій половині XVI ст. ця гілка роду Трубецьких розпалася ще на дві — старшу, нащадків князя Андрія Івановича (? — 1546) та молодшу, нащадків князя Семена Івановича (? — 1566). Старша гілка вигасла в 1612 р. на князеві Андрії Васильовичі.
Молодшу гілку продовжив князь Микита Романович (? — 1608), колишній опричник. З трьох його синів старший — Юрій Микитович — в 1611 р. втік у Польщу, де прийняв католицтво під ім'ям Вігунда-Єронима. Два інших — Федір та Олексій Микитовичі — померли бездітними. Найбільш відомий з них князь Олексій Микитович (бл.1600 — 1680), значний військовий діяч, який відзначився у війнах з поляками та запорожцями (останні нанесли йому ганебну поразку при Конотопі), хрещений батько царя Петра I Олексійовича. До 1676 р. він був удільним володарем свого Трубчевська, відбитого в поляків. В 1662 р. він приборкав «Мідний бунт» в Москві. Піклуючись про продовження роду, Олексій Микитович в 1657 р. вивіз з Польщі єдиного свого спадкоємця, внучатого племінника князя Єжи-Юрія, та перехрестив його в православ'я.

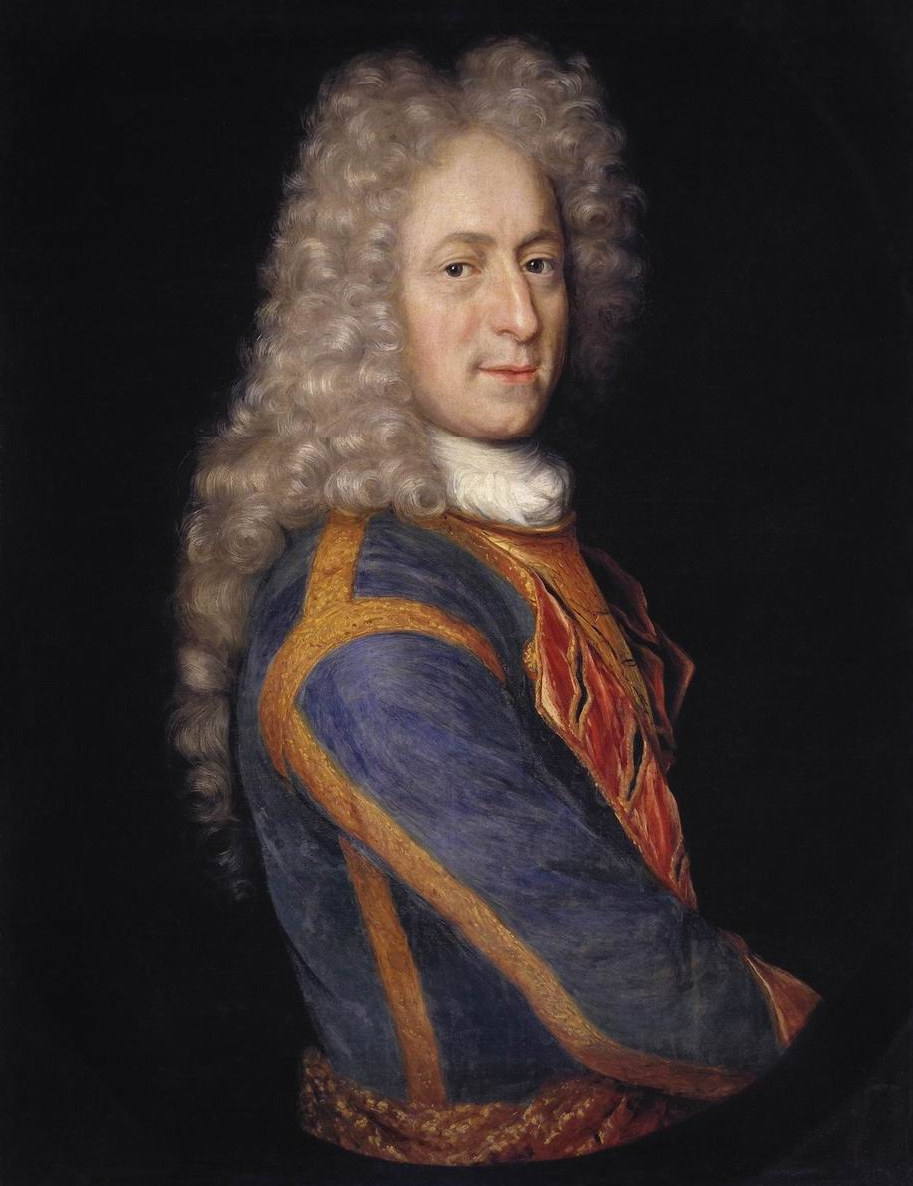
Останній боярин — князь І. Ю. Трубецькой

Від цього боярина Єжи-Юрія Петровича Трубецького (? — 1679, з 1673 р. воєвода в Києві) і походять всі Трубецькі XVIII–XXI ст. Рід зробив великий внесок в розбудову Російської імперії. Серед інших відомі:
- Князь Іван Юрьєвич (1667–1750) — останній боярин, генерал-фельдмаршал.
- Князь Микита Юрьєвич (1699–1767) — генерал-прокурор, генерал-фельдмаршал.
- Князь Сергій Петрович (1790–1860) — декабрист.
- Князь Паоло-Павел Петрович (1866–1938) — скульптор[24].
- Князь Микола Сергійович (1890–1938, розстріляний більшовиками) — письменник, лінгвіст, євразієць.

Численні представники роду Трубецьких нині мешкають в різних країнах.

#### Нащадки Костянтина Ольгердовича

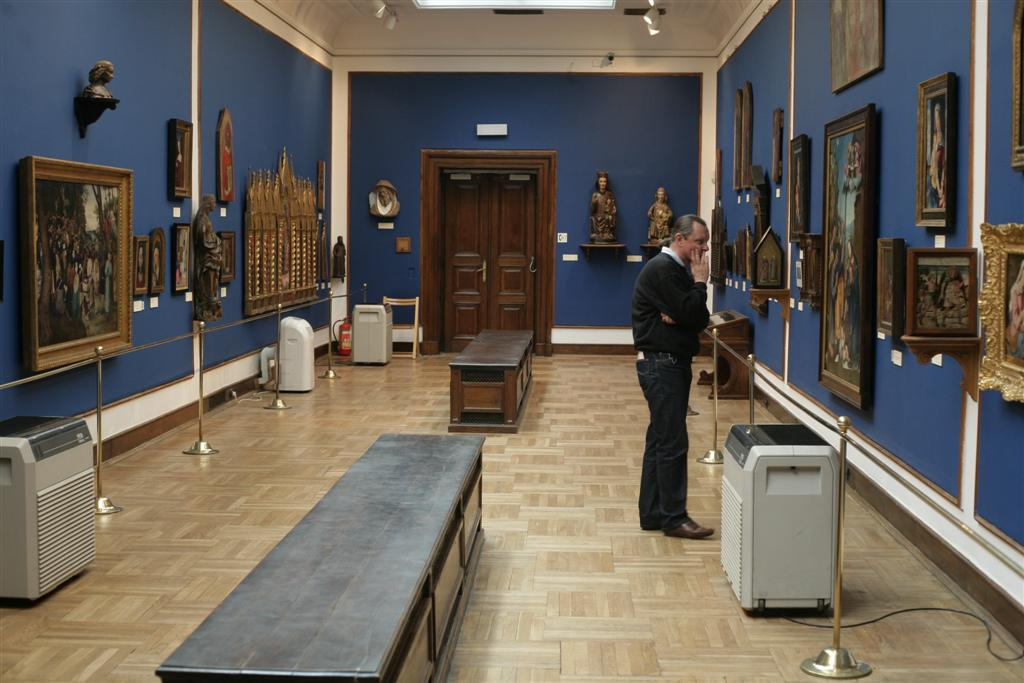
Музей Чорторийських у Кракові

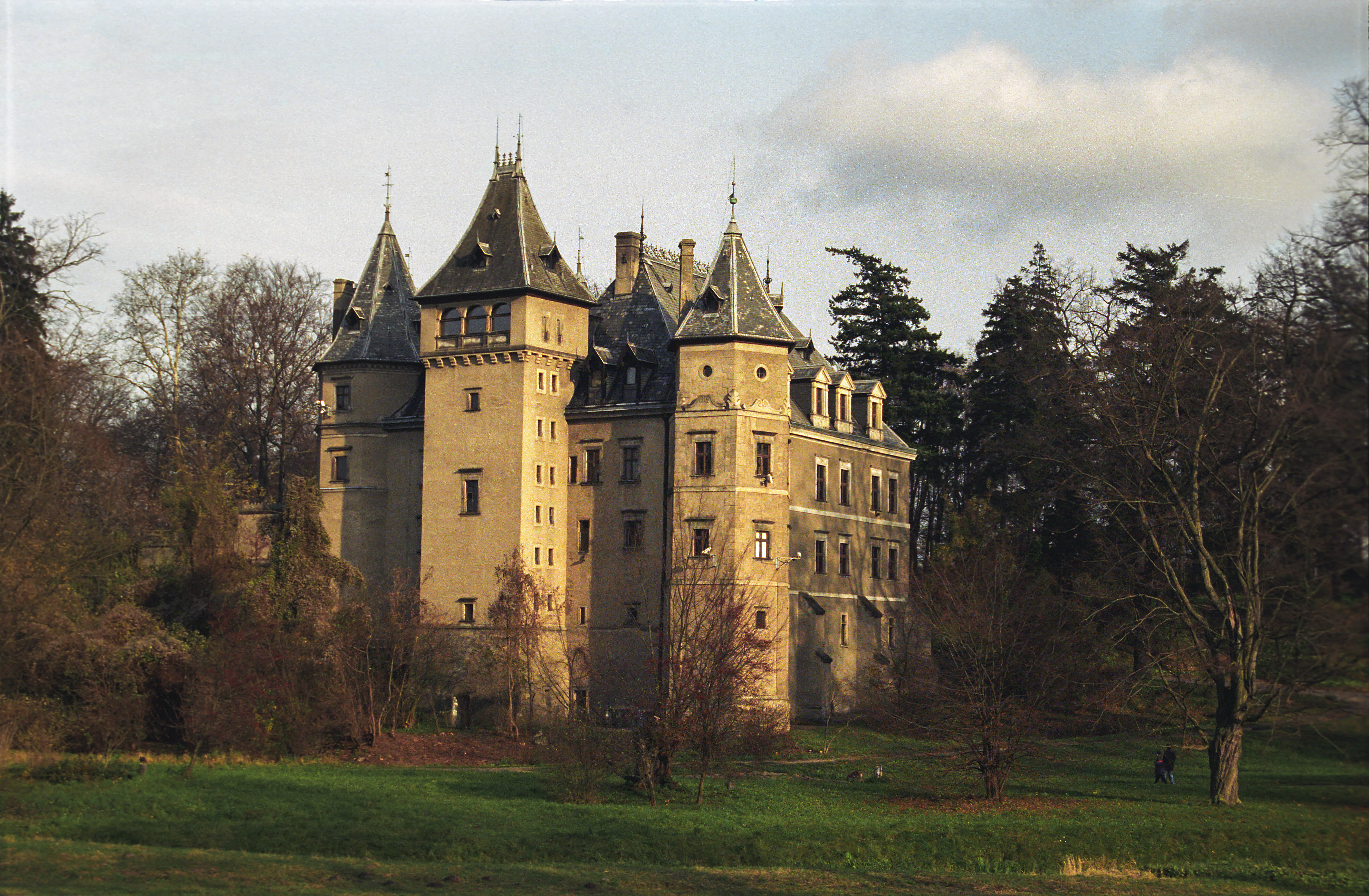
Голуховський замок XVI–XIX ст. Одна з численних резиденцій роду Чорторийських

Третій син Ольгерда Костянтин (? — до 1393 р.) був удільним князем Чорторийським (до самої смерті) та Чернігівським (в 1370-і рр.). Він підтримував Ягайла проти його старших братів та Кейстута. Костянтин мав трьох синів — Гліба, Григорія та Василя. Від молодшого, Василя (? — 1416) і пішов знаменитий литовсько-польський рід Чорторийських. Два сина останнього, Іван Васильович (? — 1460-і рр.) та Олександр Васильович (? — бл. 1477) були соратниками Свидригайла та в 1440 р. вбили великого князя Сигізмунда Кейстутевича.
З кінця XVI ст. рід перейшов у католицтво. Представники роду Чорторийських у XV–XVIII ст. служили воєводами, каштелянами, намісниками, старостами, з початку XVIII ст. володіли величезними маєтками переважно в межах сучасної України та Білорусі. Чорторийським належали Клевань, Литовеж, Пропойськ, Чорторийськ та інші міста.
З початку XVI ст. рід розпався на численні гілки, із котрих дві старші — «Клеванська» (згасла в 1810 р. на князеві Юзефі-Клемесі) та «Корецька». З цього славетного роду походять єпископи, генерали, дипломати. Нині в Польщі та за її кордоном мешкає кілька десятків князів та княгинь Чорторийських трьох гілок.

#### Нащадки Володимира Ольгердовича

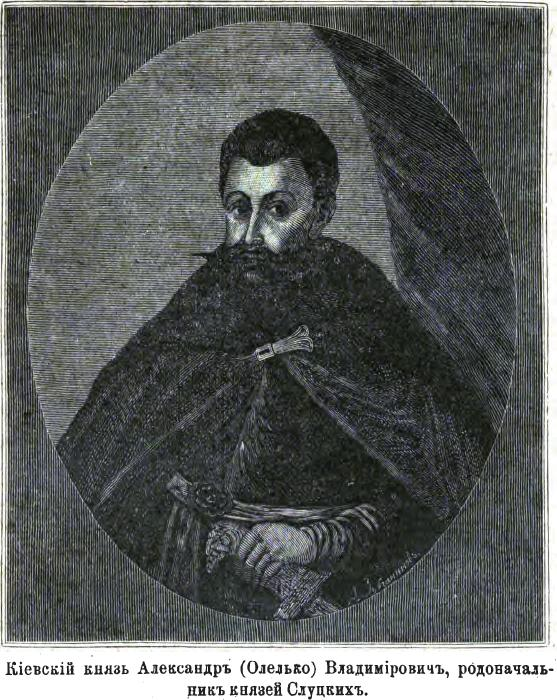
Уявний портрет князя Олелька Володимировича

Володимир Ольгердович (? — бл. 1398) після Синіх Вод, в 1362–1395 рр. був удільним князем Київським. Він підтримував Ягайла проти Вітовта, і тому коли останній утвердився в Литві, Володимир втратив свою вотчину. Натомість він отримав в уділ Слуцьк, Копиль та Бельськ. В 1398 р. Володимир убіг на Москву, і подальша доля його невідома («пробігав вотчину свою Київ»). Він залишив трьох синів — князя Слуцького та Копильського Олександра-Олелька (? — 1454), князя Бельського Івана (? — 1435) та князя Андрія (? — 1457). Нащадки останнього згасли на сині Глібі (? — бл. 1457).
Князь Олександр-Олелько в 1443 р. отримав в уділ Київ і правив в ньому до своєї смерті. Від шлюбу з Анастасією Московською (дочкою Василя І) він оставив двох синів — спадкоємця Семена (? — 1471), останнього удільного Київського князя, та Михайла (? — 1481, страчений за державну зраду), служилого князя Новгородського, який спочатку невдало спробував повернути Київ, а потім захопити литовський престол (т. зв. «змова князів»).
Гілка Семена згасла на його сині Василі (? — 1495), князеві Пінськом.
Нащадкам же страченого князя Михайла залишили Слуцьк. Останні Олельковичі — брати князі Юрій Юрьєвич (? — 1587), Олександр Юрьєвич (? — 1591) та Семен Юрьєвич (? — 1593) — померли молодими та бездітними. Їх вотчини через шлюби відійшли до Радзивіллів.
Від князя же Івана Бельського (служилого князя Новгородського) пішов рід князів Бельських. Іван залишив чотирьох синів — Івана Большого, Івана Меньшого, Федора та Семена. Лише Федір залишив нащадків.
Князь Федір Іванович (? — після 1506) в 1481 р. був активним учасником «змови князів», з метою посадити на литовський престол свого родича Михайла Олельковича. Після провалу заколоту втік до Москви, де одружився з дочкою великого князя Рязанського Анною та отримав вотчини. Діти та онуки його були боярами та воєводами. Князь Іван Федорович (? — 1542, вбитий в ув'язненні) — значний феодал, учасник війн з казанськими татарами, один з членів уряду в малолітство Івана IV, впав у боротьбі з князями Шуйськими. Князь Іван Дмитрович (? — 1571, загинув при осаді Москви татарами) — перший боярин Земщини, крупний воєначальник часів Івана IV Грозного.
Останній представник роду — князь Гаврило-Галактіон Іванович (? — 1612, чернець, вбитий поляками в монастирі) — правнук Федора Івановича.

#### Нащадки Федора Ольгердовича

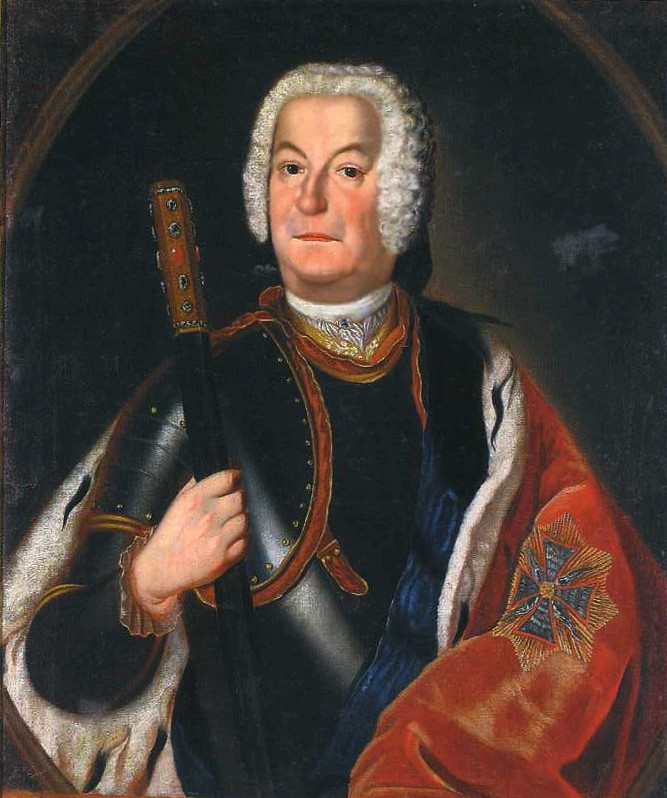
Портрет князя Павла Кароля Сангушко

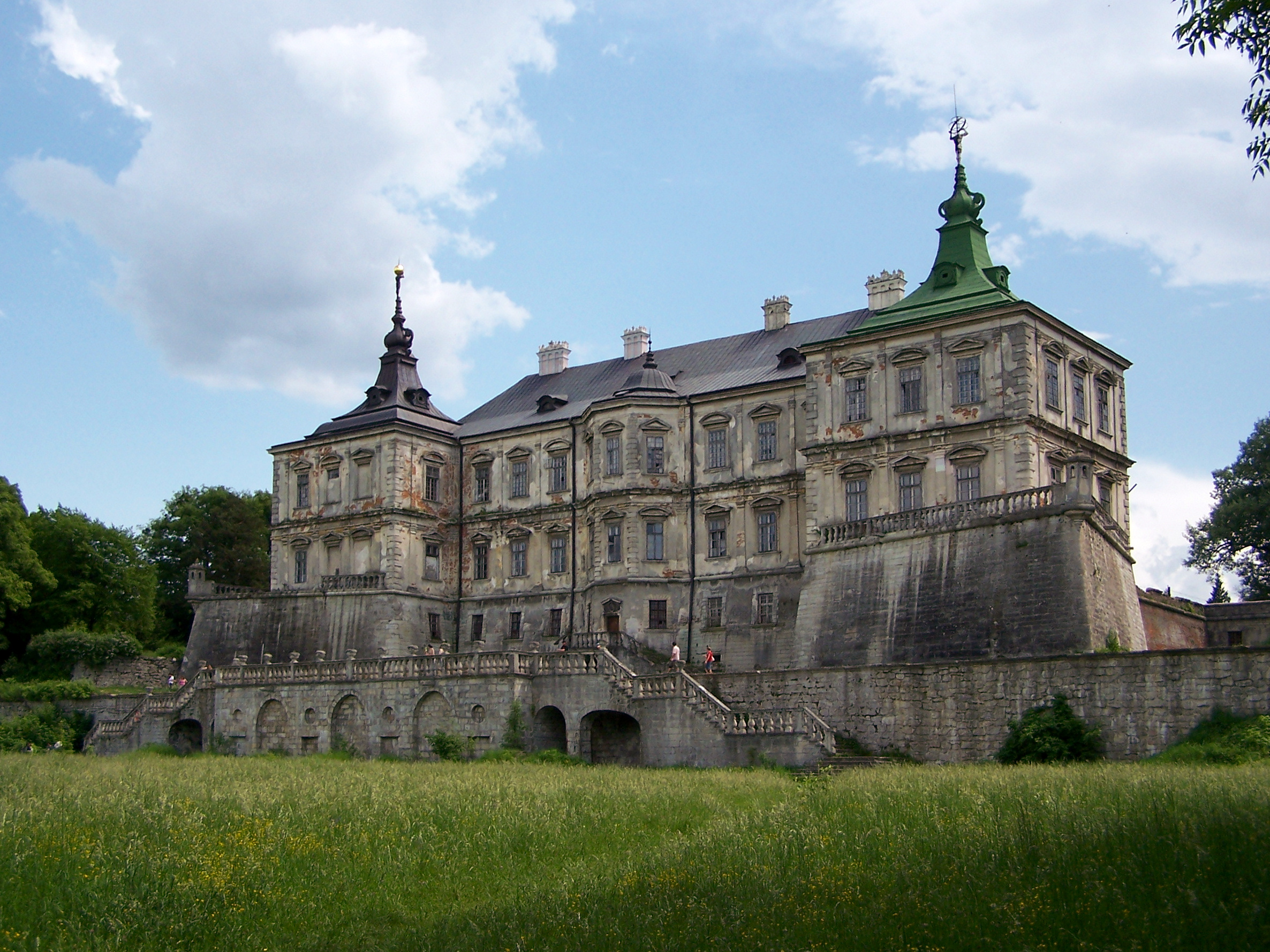
Бароковий палац Сангушків у Підгірцях

Ще один син Ольгерда від Марії Вітебської, Федір (? — бл. 1400) був удільним князем Ратенським, Кобринським та Любомльським. В 1377 р. він присягнув Людовику Великому проти свого зведеного брата Ягайла, проте вже в 1386 р. примирився з останнім. Він залишив трьох синів — Романа, Гурка та Сангушка.
Князь Роман Федорович (? — бл. 1460) отримав в уділ Кобрин. Його нащадками стали князі Кобринські. Рід був нечисленним і згас на князеві Івані Семеновичі (? — 1490) — внукові Романа.
Князь Гурко Федорович Лисятничський та Кросничинський (? — 1433) залишив двох синів — князів
Гурковичів — Януша (католика, каноніка Плоцького, ? — бл. 1477) та Олександра (? — бл. 1484). Обидва вони померли, не залишивши нащадків.
Князь Сангушко Федорович (? — бл. 1454) отримав в уділ Ратне та Ковель. Від нього пішов відомий литовсько-польський рід Сангушків (хоча останні з XVII ст.
сперечались між собою за походження, одні представники роду писались як Любартовичі-Сангушки, інші — як Ольгердовичі-Сангушки). З початку XVII ст. Сангушки поступово покатоличились.
Вже наприкінці XV ст. рід розпався на дві гілки — старшу, «Каширську» (згасла на волинському воєводі князеві Адамі Олександрі, 1590–1653) та молодшу — «Ковельську». Від «Каширської» гілки пішла «Несухоїжська» гілка (згасла на князеві Леві-Романі в 1591 р.). Представники двох гілок в XVI–XVII ст. були старостами, каштелянами, маршалками. Князь Федір Романович (1537–1571) — воєвода Брацлавський, польний литовський гетьман; князь Самуїл-Семен (? — 1638) — воєвода Вітебський; князь Павел-Кароль (1680–1750) — великий маршалок литовський та ін.
З XVII–XVIII ст. через шлюби з представницями згаслих феодальних родів (Вишневецькі, Конецпольські, Заславські) до Сангушків перейшли величезні маєтності, переважно в межах сучасної України (серед їх володіннь опинились Підгірці, Заслав, Тарнів, Славута). Аж до XX ст. вони були одними з найбільших землевласників.
Нині рід майже вигас. Єдиний відомий представник — підприємець князь Павел Францішек (нар. 1973), мешкає в Бразилії.

### Молодші Ольгердовичі
Від другого шлюбу (1349 р.) з княжною Уляною Олександрівною Тверською (? — 1392) у Ольгерда залишилось 15 дітей: 8 синів — Ягайло, Іван-Скиргайло, Корибут-Дмитро, Семен-Лугвеній, Мінгайло-Василь, Коригайло-Казимир, Вігунт-Олександр, Свидригайло-Болеслав; та 7 дочок: Кенна-Іоанна (дружина князя Померанського), Марія (дружина князя Городецького), Вільгейда (дружина герцога Мекленбург-Старгардського), Ядвіга (дружина князя Освенцимського), Олександра (дружина князя Плоцького), Єлена (дружина князя Володимира Хороброго Серпухівського) та Євфросинья (дружина Олега Віщого, великого князя Рязанського). З молодших синів Ольгерда дітей мали лише Ягайло, Корибут-Дмитро та Лугвеній.

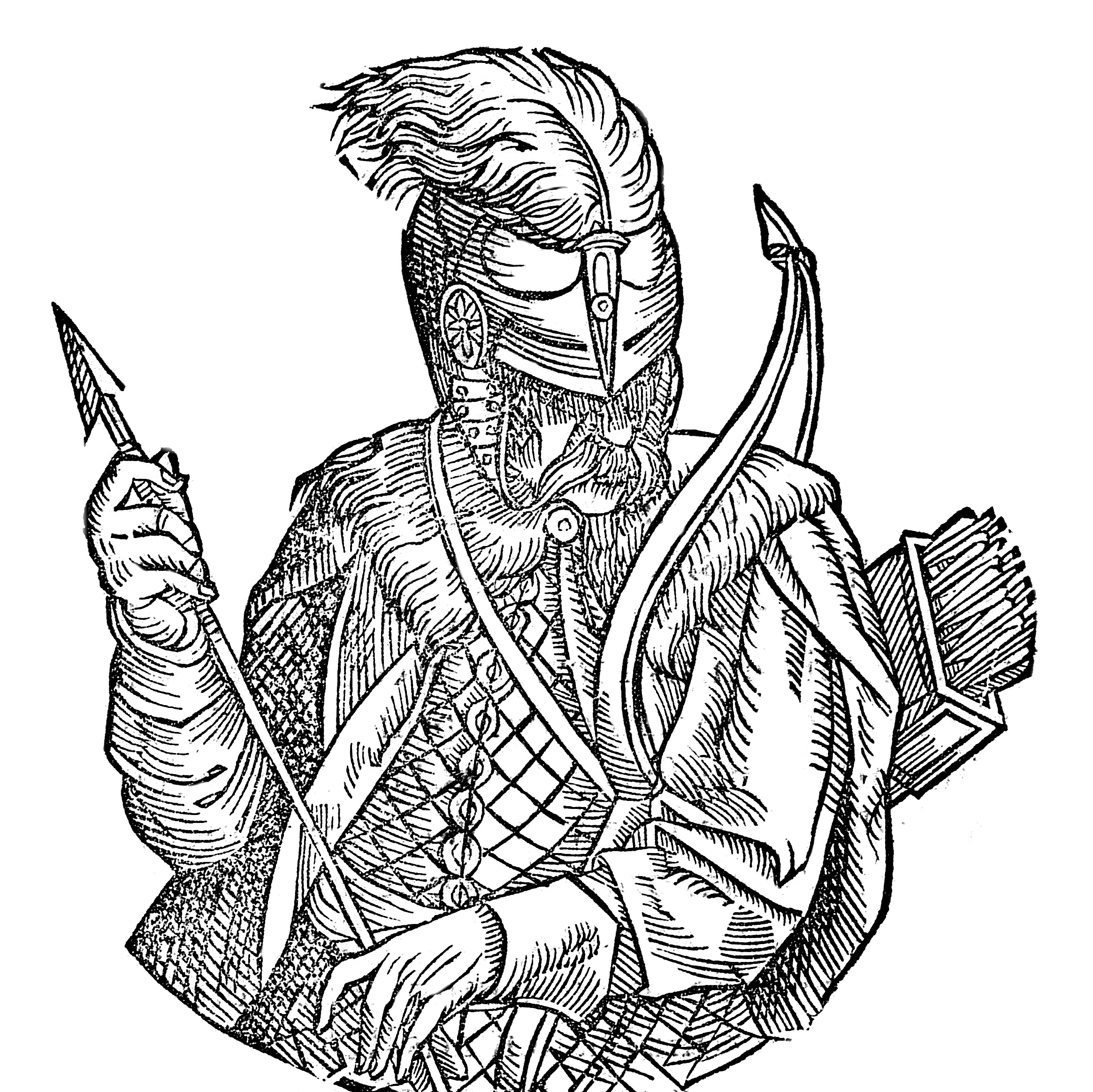
Умовне зображення Свидригайла (з гравюри XVI ст.)

Князі Скиргайло (бл. 1354–1397, також князь Полоцька з 1387 р. та Києва з 1395 р., намісник свого брата Ягайла у Литві в 1386–1392 рр.), Мінгайло (? — 1382), Коригайло (? — 1390, вбитий при облозі орденцями та Вітовтом Вільни), Вігунд (? — 1392) та Свидригайло (? — 1452) були бездітними.
Найвідоміший з них Свидригайло, який у різні часи володів Вітебськом (1393), Поділлям (1400–1402), Володимиром та іншими залісськими містами (1408-1410), Новгород-Сіверським, Брянськом та Черніговом (1419-1430) та ін. Після смерті кузена Вітовта він на короткий час став великим князем. Проте через конфлікт з братом Ягайлом він швидко втратив престол, втягнувся у феодальну війну, та був розбитий польським ставлеником Сигізмундом (братом Вітовта) в 1435 р. Своє життя Свидригайло закінчив як останній Великий князь Волинський.

#### Ягайло та його нащадки

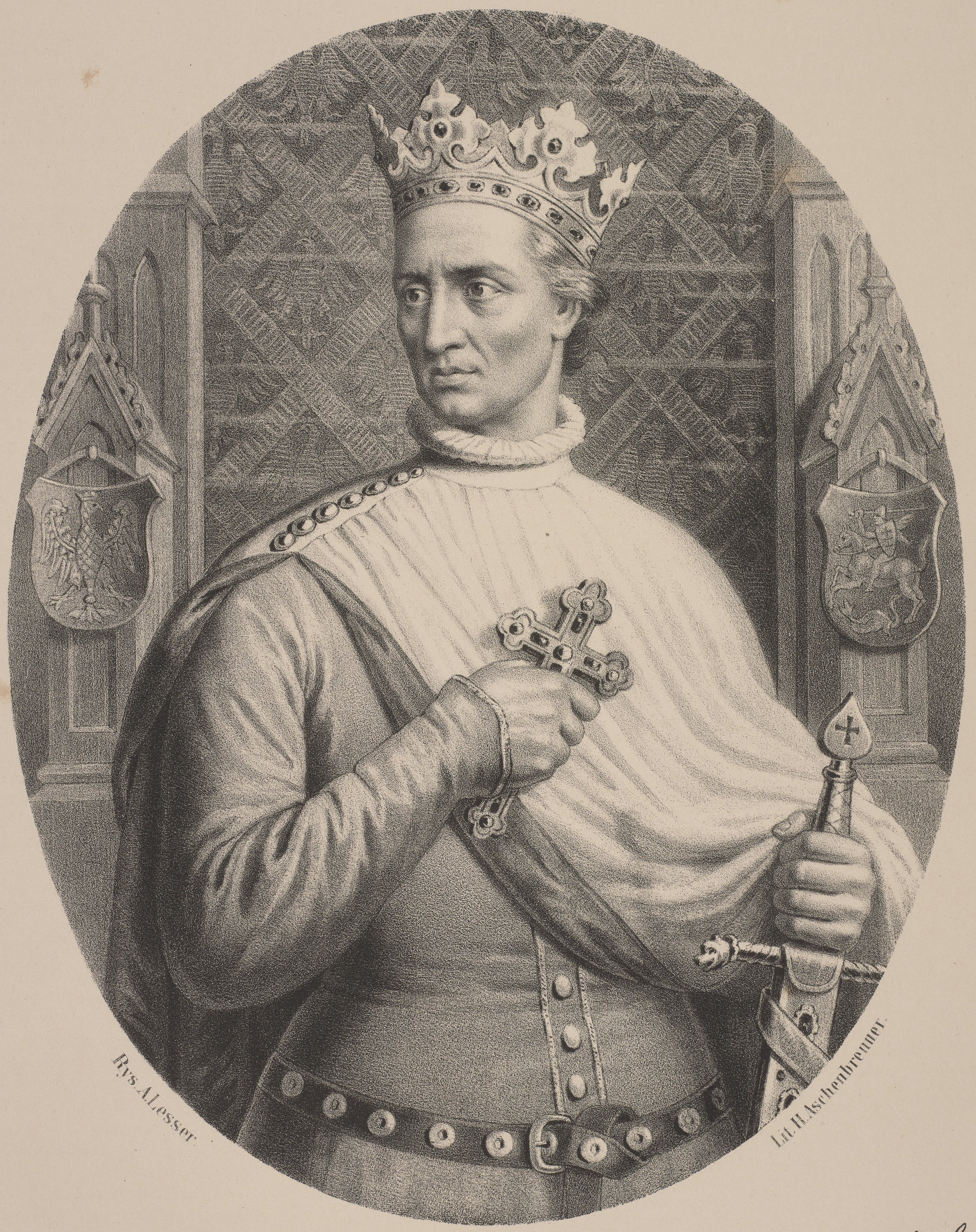
Ягайло. Умовний портрет XIX ст.

Старший син Ольгерда від другого шлюбу, Ягайло (бл. 1351–1434) в 1377 р. став батьковим наступником на великокнязівському престолі. Проте через тривалий конфлікт зі зведеними старшими братами та дядьком Кейстутом його підтримка в державі залишалась вкрай малою. Майже півтора десятиліття Ягайло воював з претендентами на литовський престол, і врешті-решт вимушений був в 1392 р. віддати Литву своєму кузенові Вітовту.
Ягайло також відомий тим, що першим з литовських великих князів прийняв католицтво (в 1385 р.), та шлюбом з королевою Ядвігою Анжуйською закріпив за собою та нащадками престол сусідньої Польської держави. В Польщі він став називатися «Владиславом ІІ Ягелло».

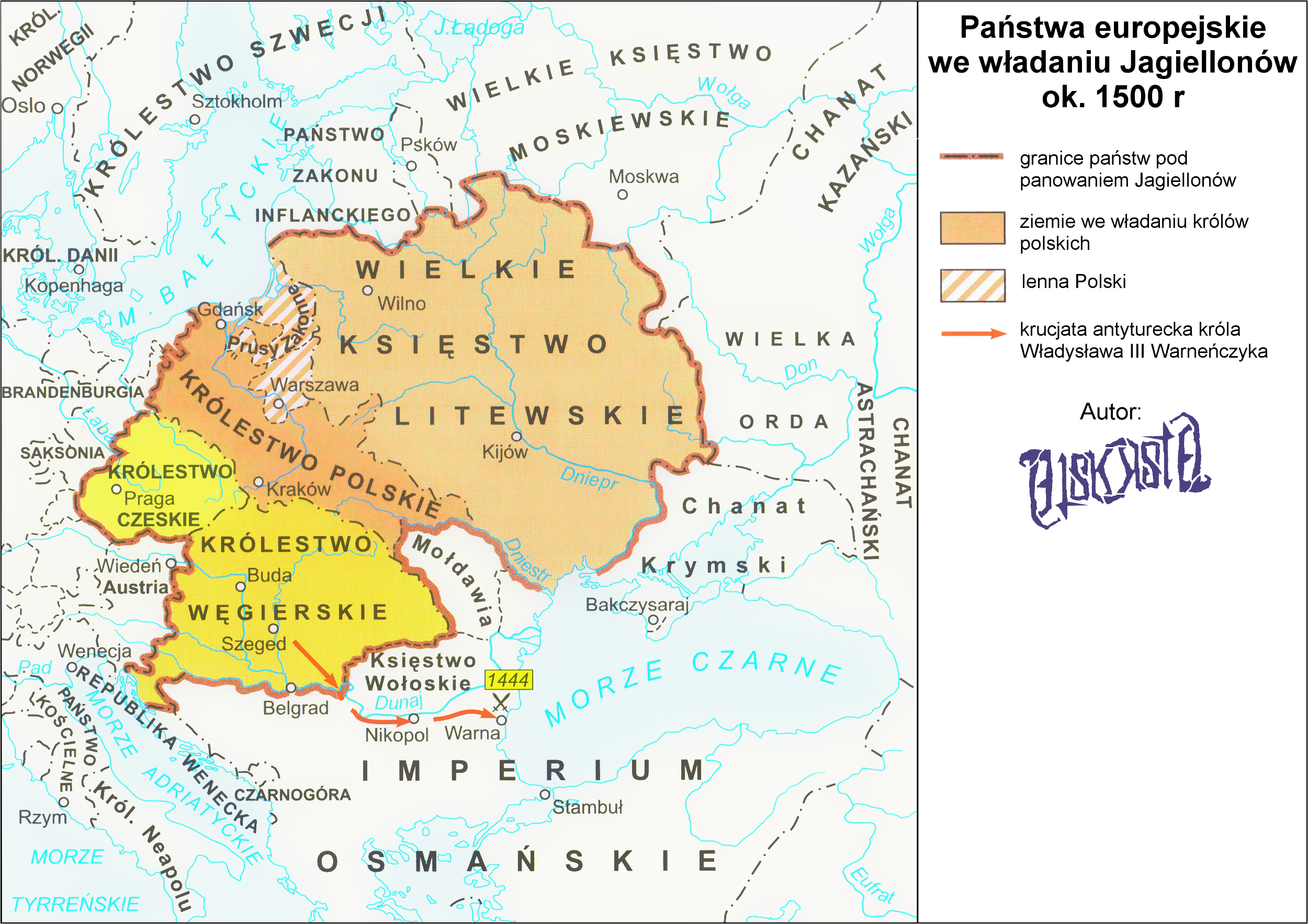
Країни Центральної Європи під владою Ягеллонів, кінець XV ст.

Ягайло був одружений чотири рази, проте лише остання дружина — княжна Софія Гольшанська (? — 1461) народила йому, вже літньому чоловіку, двох синів — Владислава (Владислав III Варненьчик, 1423–1444, вбитий при Варні), наступника батька на Польському престолі, та Казимира (1427–1492, великого князя Литовського з 1440). Останній після загибелі брата став наступним польським королем під ім'ям Казимира IV Ягеллончика.

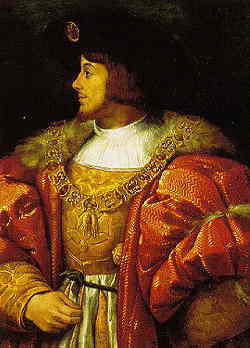
Людовик ІІ Угорський з ланцюгом ордену Золотого Руна. Другий і останній богемсько-угорський Ягеллон

Казимир IV домігся утвердження свого старшого сина Владислава (1456–1516) на престолі Богемії(в 1471 р., після смерті Георгія Подебрада), та Угорщини (в 1490 р., після смерті Матвія Корвіна). Таким чином під скіпетром Ягеллонів на початку XVI ст. опинилась більшість країн Центральної Європи.
Проте після загибелі в битві при Могачі сина і наступника Владислава Людовика ІІ (1506–1526) ця гілка Ягеллонів припинила своє існування, а Богемія та Угорщина через шлюб відійшли до Габсбургів.
Окрім Владислава Казимир IV мав також синів Казимира (1458–1484), Яна Ольбрахта (Ян I, 1460–1501, король Польщі після смерті батька), Олександра (1461–1506, великий князь литовський з 1492 р. та король Польщі з 1501 р.), Сигізмунда (Сигізмунд I Старий, 1467–1548, король Польщі та великий князь литовський з 1506 р.) та Фредеріка (1468–1503).
Нащадків залишив лише король Сигізмунд І, проте єдиний його син і спадкоємець Сигізмунд II Август (1520–1572, король з 1548 р.) не залишив закононароджених дітей. Таким чином польська гілка Ягеллонів теж згасла за чоловічою статтю, хоча в 1574 р. Стефан Баторій, одружений з сестрою Сигізмунда Анною, став польським королем. В 1588 р. принц шведський Сигізмунд Ваза, племінник останнього Ягеллона через ще одну його сестру Єкатерину, теж отримав польський престол.

#### Нащадки Дмитра-Корибута Ольгердовича
Ще один син Ольгерда від другого шлюбу, Дмитро-Корибут (? — 1404). Він був гарячим сторонником брата Ягайла, отримав від останнього уділ збіглого брата Дмитра — Новгород-Сіверський, Трубчевськ та Брянськ, і володів цими землями в 1386–1393. Після утвердження Вітовта він втратив вплив і повернув Дмитру Брянському його вотчину. Від дружини Анастасії (із Рязанського великокнязівського дому) він мав трьох синів — князів Івана (? — 1431), Сигізмунда (? — 1435, Чеський король) та Федора (? — після 1435).
Більшість сучасних дослідників схиляються до думки що Федір Корибутович не мав синів, і на ньому лінія Корибутовичів вигасла.
Однак традиційно від Федора (Федька Несвицького) вели своє походження численні аристократичні роди гербу «Корибут». У Федька було два сина — Юрій, князь Несвіжський та Василь, князь Збаразький.

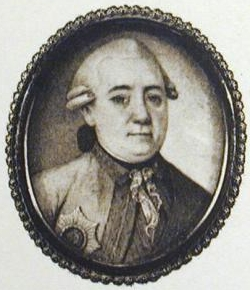
Князь Іван Васильович Несвицький — масон, генерал-майор, таємний радник, камергер Катерини ІІ

Від Юрія Федорович пішов князівський рід Несвіцьких. Онук Юрія, князь Василь Семенович, в 1508 р. переїхав до Москви, де отримав вотчини. Представники роду Несвицьких в XVI–XVII ст. були стольниками та воєводами провінційних міст. Князь Василь Федорович (1704 -1771) — віце-адмірал; князь Іван Васильович (1740–1806) — камергер, масон, учасник палацевого перевороту 1762 р.
До 1917 р. рід ще існував. Нині про його нащадків нічого не відомо.
Другий син Федька, Василь (? — 1463) отримав у спадщину Збараж. Старший його нащадок Василь Васильович (? — 1473) залишив в свою чергу трьох синів — Михайла, Федора та Семена-Андрія.
Хоча всі вони залишили синів, лише діти молодшого — Семена-Андрія — надалі називалися князями Збаражськими.
Представники цього роду в XVI–XVII служили переважно старостами та каштелянами. З кінця XVI ст. Збаражські поступово покатоличились. Найбільш відомі: князь Іван Миколайович (? — 1608) — воєвода Брацлавський, та сини останнього Юрій (? — 1631) — коронний підчаший і Христофор (1580–1627) — коронний конюший. Обидва останніх не мали нащадків чоловічої статі, й на них рід власне Збаражських згас.
Старший же син Василя Збаражського князь Михайло (? — бл. 1516) від батька отримав у спадщину замок Вишневець . Нащадки його писалися князями Вишневецькими. Він залишив синів Івана, Федора Старшого, Федора Меньшого та Олександра. Дітей мали старший син Іван (? — 1542), родоначальник старшої гілки Вишневецьких, та наймолодший Олександр (? — 1555), від якого відповідно пішла молодша лінія роду. З XVII ст. представники роду йменували себе Корибут-Вишневецькими, наголошуючи таким чином на своєму походженні.
Представники роду Вишневецьких служили старостами, каштелянами, воєводами, володіли величезними територіями в Литві та Польщі. За загальною кількістю латифундій вони входили до трійки найзаможніших родів Речі Посполитої (наряду з Радзивіллами та Острозькими). Вони мали приватні війська та фортеці. З початку XVII ст. рід перейшов у католицтво.
Зі старшої гілки відомі:
- Князь Костянтин Іванович (? — 1574), воєвода Київський.
- Князь Костянтин Костянтинович (1564–1641), воєвода Руський, староста кременецький.
- Князь Януш-Костянтин (1598–1636), гетьман литовський.
- Князь Димитр-Єжи (1631–1682), гетьман литовський.
- князь Костянтин-Кшиштоф (1636–1686), воєвода Брацлавський.

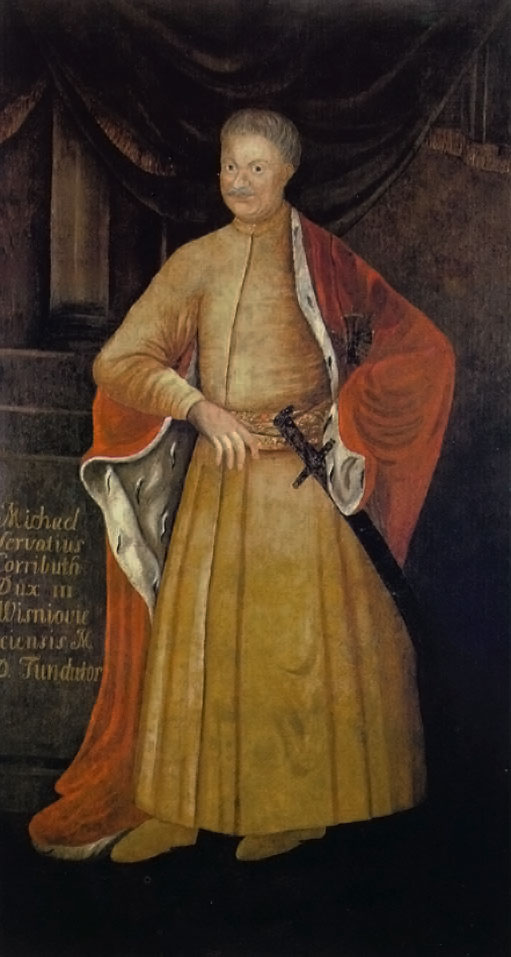
Гетьман литовський Михайло-Сервацій Вишневецький — останній представник роду

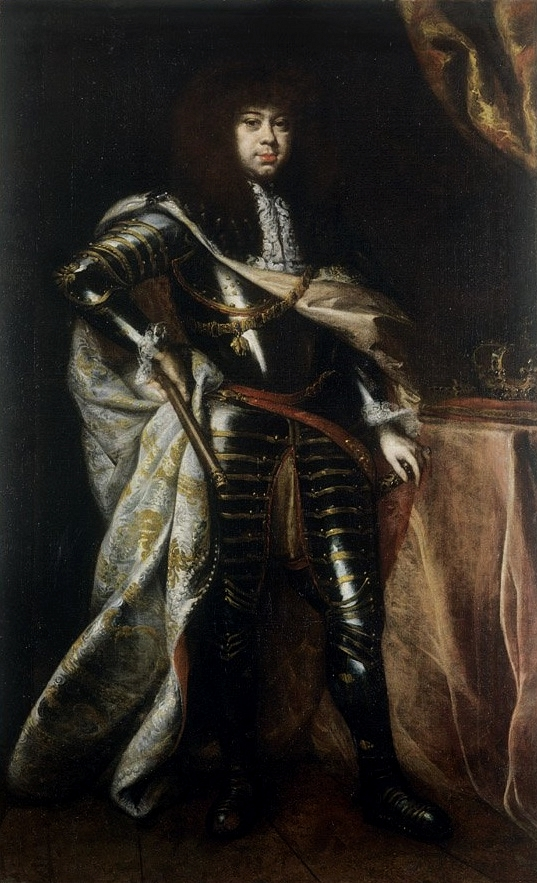
Король Михайло Вишневецький. Єдиний Гедимінович на польському престолі з 1572 р.

Обидва сини останнього — Януш-Антоній (1678–1741) та Михайло-Сервацій (1680–1744, великий гетьман литовський), померли, так і не залишивши нащадків чоловічої статі. На них згасла і старша гілка, й взагалі рід Вишневецьких.
З молодшої гілки роду найбільш відомі:
- Князь Максим-Дмитро «Байда» (? — 1563, страчений турками) — атаман запорожців, молдовський господар в 1563 р.
- Князь Михайло Михайлович (? — 1616) — староста Овруцький, отримав від короля величезну територію на Лівобережжі- т. зв. «Задніпровську державу».
- Князь Ієремія-Михайло (1612–1651, помер від чуми в таборі під час Хмельниччини) — крупний військовий діяч в часи козацьких повстань, ворог православної віри.
- Князь Михайло (1640–1673) — син останнього, король Польщі (1669—1673). Він не залишив нащадків, і з ним згасла молодша гілка Вишневецьких.

Середній же син Василя Збаражського князь Федір отримав у вотчину Воронич (біля Луцька), і залишив синів — князів Степана, Юрія, та Олександра. Від Степана та Юрія пішов рід князів Воронецьких (Вороничів) старшої та молодшої гілок, а Олександр-Олехно (? — 1560) став засновником роду князів Порицьких (від місцевості Поритьє). Рід Порицьких був нечисленним і вигас на правнукові Олександра — князеві Стефані (? — 1637).
Воронецькі і Порицькі з початку XVII ст. покатоличились.
Старша гілка Воронецьких вигасла в XVI ст. Представники молодшої же з XVII ст. йменували себе Корибут-Воронецькими (ставлячи наголос на Корибуті — своєму пращурові).
Рід цей був дуже дрібним і представники його не підіймались вище провінційних каштелянів, старост та полковників. За часів Російської імперії деякі представники Воронецьких залишались при княжому титулі, а інші його втратили. Всього існуювало чотири гілки роду — «підляшська», «люблинська», «плоцька» та «галицька» (представники останньої служили Австро-Угорщині).

#### Нащадки Лугвенія Ольгердовича
Князь Лугвеній Ольгердович (? — 1431) під час усобиць підтримував Ягайла, а в 1388–1392 рр. був служилим князем Новгородським. По поверненню з Новгорода отримав у вотчину Мстиславль (1392). Він керував захопленням Смоленська (1404) та відзначився у війнах з Орденом, зокрема і під Грюнвальдом. В 1411–1412 рр. знову був князем Новгородським. Лугвеній боронив місто від шведів і вчинив напад на Виборг (1411).
Першим шлюбом Лугвеній був одружений з дочкою Дмитра Донського Марією (? — 1399). Син його Юрій (? — 1457) та онук Іван (? — 1486) були князями Мстиславськими. Після смерті Івана через шлюб його доньки Уляни (? — 1499) вотчина Мстиславських перейшла до князя Михайла Заславського — нащадка Євнутія Гедиміновича.

## Кейстут та його нащадки

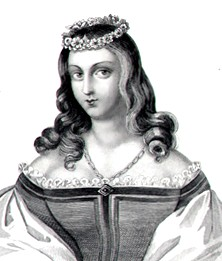
Бірута Жмудська — дружина Кейстута, мати Вітовта та Сигізмунда Кейстутовичів. Умовне зображення XIX ст.

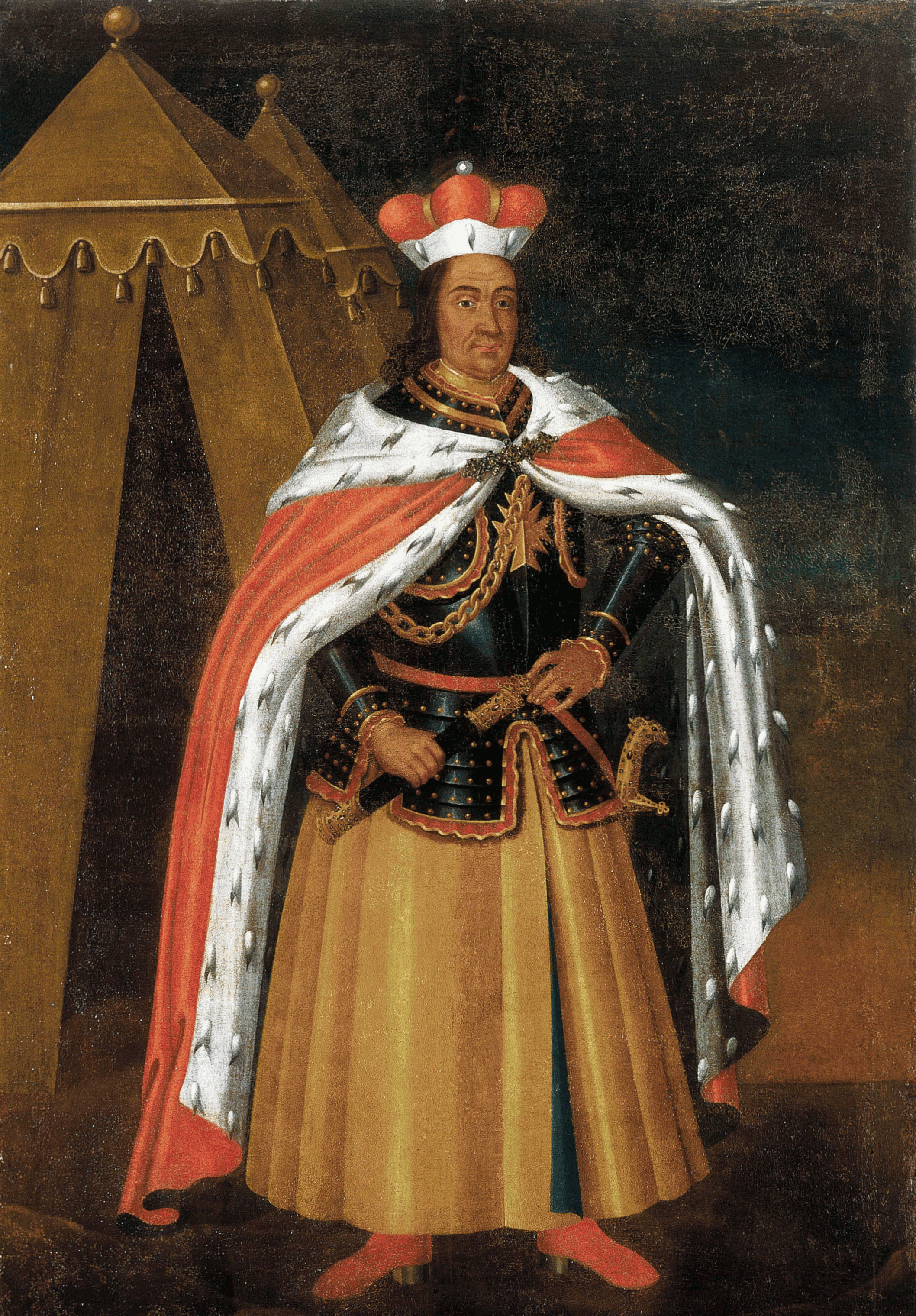
Умовне зображення Вітовта на картині XVIII ст.

Кейстут Гедимінович (бл. 1297–1382, вбитий у в'язниці) ще за життя батька отримав у вотчину Троцьке князівство. В 1345 р. він був найактивнішим учасником заколоту проти молодшого брата Євнутія, після скинення якого отримав владу над Жмуддю. Фактично він був співправителем брата Ольгерда у великому князівстві Литовському.
Більшу частину свого правління Кейстут, свідомий язичник, провів у війнах з Тевтонським Орденом. Після смерті Ольгерда виступив проти племінника Ягайла і в 1381 р. захопив Литовський престол. Проте вже в наступному році він був переможений та вбитий за наказом Ягайла.

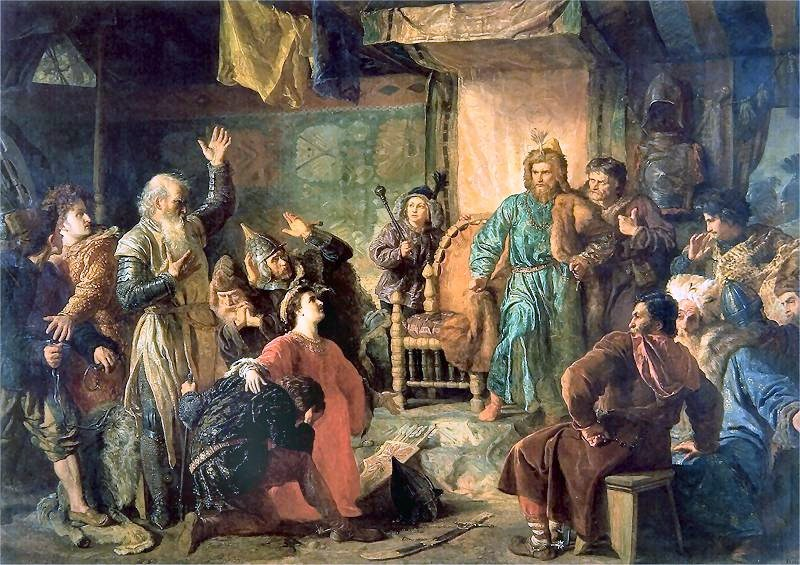
Полонені Кейстут і Вітовт перед Ягайлом. Картина В. Герсона

Від шлюбу з вайделоткою (жрицею) Бірутою(? — 1382, вбита за наказом Ягайла) у Кейстута народилось сім синів — Войшвил, Потирк (Патрикей), Бутовт, Войдат, Вітовт, Товтивилл та Сигізмунд, та чотири дочки — Данута-Анна (дружина князя Цехановського та Мазовецького), Миклова-Марія (дружина Івана Михайловича, великого князя Тверського), Анна (дружина князя Щецинського) та Рингайла-Єлизавета (дружина князя Мазовецького, потім — господаря Молдовського).
Войшвіл (? — 1387) помер бездітним. Патриг (? — 1360-і рр.) помер раніше батька. Він залишив двох синів — Яна, князя Дрогичинського, та Олександра, який прийняв католицтво в Ордені та став єпископом Ризьким (1396). Обидва вони померли бездітними. Бутовт-Генрих (? — після 1381) в 1365 р. хрестився в католицтво, потім перебував у свиті імператора Карла IV. Про його нащадків нічого не відомо. Войдат (? — після 1381) був князем Новогрудським. Він теж помер не залишивши нащадків.
Вітовт (в хрещенні Олександр, бл. 1350–1430) найбільш відомий з усіх синів Кейстута. У боротьбі з Ягайлом він підтримував свого батька, а після його загибелі сам став головою інсургентів. Після тривалої усобиці в 1392 р. він домігся таки пожиттєвого визнання за собою Великого князівства Литовського. Роки його правління стали часом максимальної експансії Литви на руських теренах.
Проте Вітовт не залишив синів. Єдина його дочка, Софія (? — 1453), з 1391 р. була дружиною Василя І, великого князя Володимирського та Московського. Василь ІІ та його численні сестри (одна з яких була візантійською імператрицею) таким чином приходяться Вітовту онуками.
Товтивилл-Конрад (? — 1390), князь Новогрудський, після смерті батька разом з Вітовтом воював проти Ягайла. Він був вбитий при штурмі Вітовтом Вільни в 1390 р. і не залишив дітей.
Молодший син Кейстута Сигізмунд(бл. 1365–1440) за часів княжіння Вітовта в усьому слухався брата і був абсолютно несамостійною персоною. До смерті Вітовта він був удільним князем Стародубським. Потім за підтримки поляків виступив проти великого князя Свидригайла Ольгердовича і після тривалої усобиці розбив того та утвердився на литовському престолі (1435). Проте правив він не довго і був убитий прихильниками антипольської партії — князями Чорторийськими.
Єдиний син Сигізмунда князь Михайлушко Сигізмундович (до 1380–1452) був активним співучасником свого батька у справі захоплення великокнязівського престолу. В 1435 р. саме він вщент розгромив Свидригайла при Вількомирі і тим самим забезпечив перемогу пробатьківської партії в Литві. Проте після загибелі Сигізмунда весь його вплив впав, і наступним великим князем став не він, а юний Казимир Ягайлович. Михайло інтригував проти Казимира, проте нічого не домігся та утік до Москви, де і помер (можливо був отруєний). Він був тричі одружений (всі три рази — на княжнах Мазовецьких), проте нащадків не залишив, і на ньому згасла гілка Кейстутовичів.

## Любарт та його нащадки

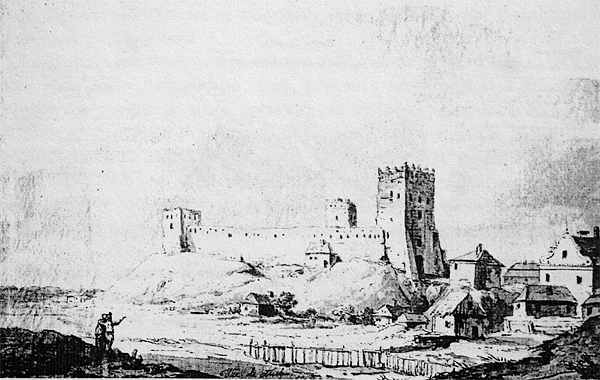
Колишня резиденція Любарта в Луцьку — нині головна пам'ятка архітектури міста

Один з молодший синів Гедиміна Любарт-Дмитро (бл. 1300 — бл. 1383) ще за часів правління батька внаслідок шлюбу із княжною Волинською отримав в уділ Луцьк (1325). Після загибелі в 1340 р. останнього суверенного князя Галицько-Волинської держави Юрія-Болеслава він став претендентом на престол всієї держави останнього.
Проте втримати всю галицько-волинську спадщину він не зміг. Поляки захопили Галичину та, тимчасово, західну частину Волині.
Любарт до самої своєї смерті втримував Волинь, в значній мірі завдяки підмозі свого старшого брата Кейстута. Він був одружений двічі (вдруге — на княжні Ростовській), і залишив синів Івана, Федора, Лазаря та Семена. Іван, Лазарь та Семен померли молодими та бездітними невдовзі після смерті батька, і Волинь дісталась Федіру (бл. 1351–1431).
Федір Любартович в 1392 р. був відсторонений Владиславом ІІ з Волинського княжіння, яке було перейшло до Вітовта Кейстутовича та отримав як компенсацію Новгород-Сіверський уділ (до 1405), потім — Жидачів. В 1431 р. він став удільним князем Володимира-Волинського, проте помер через два тижні. З ним гілка Любартовичів і згасла (версія про походження від нього роду князів Сангушків не має під собою ґрунтовних підстав).

## Євнутійта його нащадки

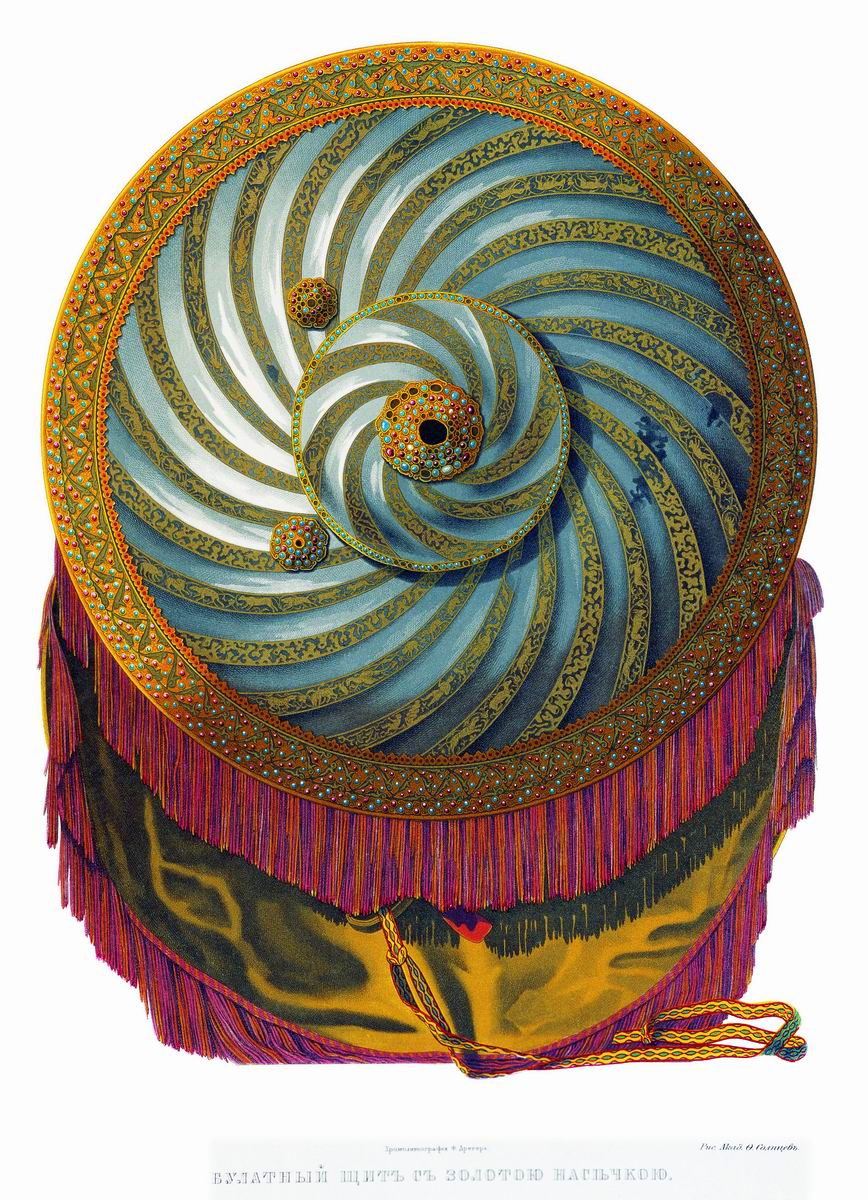
Державний щит перської роботи. Прикрашений 1478 малими коштовними камінцями та 32 перлинами. Належав князю Ф. І. Мстиславському

Один з молодших синів Гедиміна, Євнутій (1300-і рр. — після 1366) після смерті батька став князем Віленським та великим князем Литовським. Проте вже в 1345 р. він був зкинутий з престолу Ольгердом і Кейстутом та втік до Москви, де був хрещений під ім'ям Івана. По поверненню (1346) отримав в уділ Заславль біля Мінська. Він залишив двох синів — Михайла Заславського (? — 1399) та Семена Свислоцького (? — 1411). Семен не залишив нащадків, а у Михайла було три сини — Олександр, Андрій та Юрій.
Від Юрія (? — бл. 1450) і пішли князі Заславські (Гедиміновичі). Син його князь Іван Юрійович (? — бл. 1501) в свою чергу залишив трьох синів — Михайла, Федора та Богдана. Михайло (? — 1529) в 1495 р. через шлюб отримав уділ та титул князів Мстиславських, і нащадки його вже писалися Мстиславськими або Мстиславськими-Заславськими. Федір (? — 1539) та Богдан (? — 1530) Заславські померли не залишивши синів, і на них рід власне князів Заславських згас.
Із синів Михайла Мстиславського молодший, Василь, помер раньше батька, а старший Федір (? — 1537) в 1526 р. переїхав до Москви. Син його Іван (? — 1586, помер на засланні) — боярин, другий воєвода Земщини, впав у боротьбі проти Бориса Годунова. Всі сини Івана окрім Федора померли молодими та бездітними.
Князь Федір Іванович Мстиславський (? — 1622), боярин з 1577 р., воєвода, конюший, голова Семибоярщини — тимчасового уряду 1610 р. Федір Мстиславський був одним із найбагатших людей Росії, він мав величезну колекцію дорогоцінної зброї, яка після смерті володаря відійшла до персональної царської скарбниці. Він не залишив нащадків чоловічої статі, і на ньому рід Мстиславських вигас, як і загалом гілка Євнутьєвичів.

## Коріятовичі
Наймолодший син Гедиміна Коріят-Михайло (1300-і рр. — до 1362) після смерті батька був удільним князем Новогрудським та Волковиським, потім — також і Новгород-Сіверським. Він помер ще до битви на Синіх водах, в якій узяли дієву участь його сини — князі Коріятовичі.
За часів Людовика Анжуйського Коріятовичі були фактичними правителями-співвладниками Поділля, частини Волині і навіть окремих підмадярських регіонів Галичини.
З синів Коріята відомі: Юрій, Олександр, Костянтин, Федір, Борис-Семен, Гліб, Дмитро та Василь.

### Старші сини Коріята
Юрій (? — 1374) був князем Подільським (1370–1374) та господарем Валашським (до 1374 р). Він не залишив нащадків. Наступник Юрія на подільському княжінні Олександр (? — бл.1380, князь теребовлянський з 1349, Володимир-Волинський1366 — 1370) теж помер бездітним. Костянтин же (? — бл. 1389, князь Подільський з 1380) залишив сина Михайла Костянтиновича (? — бл. 1450, соратника Свидригайла).

#### Курцевичі
Від сина останнього, князя Василя Михайловича Курча (? — бл. 1464) і пішов князівський рід Курчевичів (Курцевичів) герба «Курч». Онуками Василя були князі Федір та Василь Івановичі. Перший заснував гілку князів Курцевичів-Буремльських або Буремльських (яка згасла на князеві Андрії в 1610 р.), а другий — гілку власне Курцевичів.
Одні представники цього роду іменувалися князями Коріятовичами-Курцевичами (наголошуючи таким чином на родстві з Коріятом Гедиміновичем), інші — князями Булигами-Курцевичами. Рід був вкрай бідним, ніхто з його представників не займав навіть каштелянств або староств, а лише підстароства. Фактично це була дрібна шляхта (в 1828 та 1847 рр. російська влада двічі підтведжувала Курцевичам їх княжий титул; рід володів маєтками на Волині та у Володимирський губернії). Одні представники роду Курцевичів були католиками, інші — православними. Найбільш відомий князь Йосип-Єзекіїл Дмитрович (1589–1642, помер на засланні) — підданий російського царства з 1625 р., архієпископ Суздальський і Таруський (1626–1634).

### Молодші сини Коріята
Останнім суверенним князем Подільським (1389–1393) був Федір (? — 1416), до цього — володар Новогрудського та Гомельського уділів. У 1393 р. він був скинутий з княжіння Вітовтом та втік до Угорщини. Від шлюбу з хорваткою Єленою Контроманич Федір залишив лише двох дочок — майбутніх дружин угорських магнатів.
Василь Коріятович (? — після 1403) був удільним князем Бузьким. Разом із Федіром він в 1393 р. втік до Угорщини. Згодом, в 1403 р. він повернувся до Польщі, в склад якої входило Поділля, і відмовився від прав на нього. Подальша його доля невідома, нащадків він теж скоріш за все не залишив.

#### Волинські

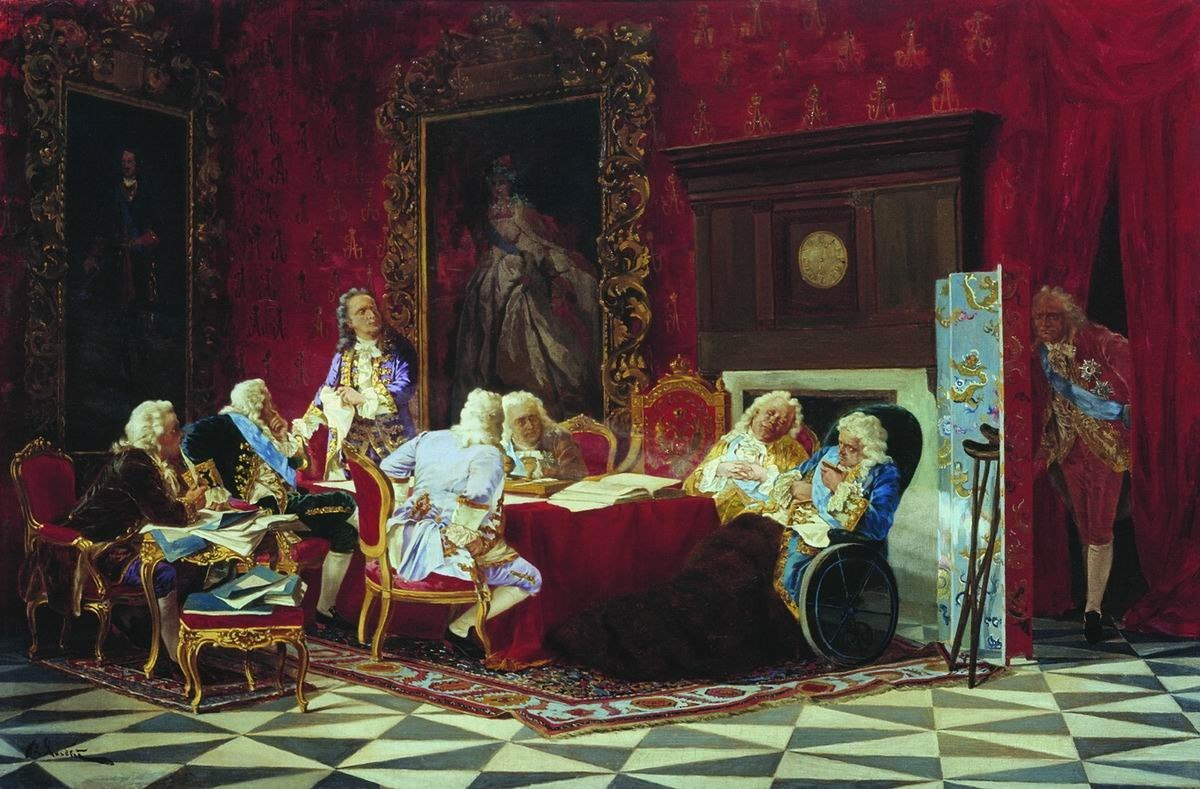
А. П. Волинський на засіданні кабінету міністрів. Картина В. І. Якобі.

Один із наймолодших синів Коріята, князь Дмитро Боброцький (? — 1399, вбитий на Ворсклі), після втрати княжіння (1366) перебрався до Москви, де став боярином та одним з головних воєвод Дмитра Донського (1371). Особливо він відзначився у Куликовській битві 1380 р.
Сини Дмитра Михайловича (від доньки Івана ІІ Красного Московського і сестри Дмитра Донського княжни Анни) — Борис та Давид — теж були боярами. Від Бориса пішов рід Волинських, а від Давида — рід Волинських-Вороних. І ті і інші в XV ст. втратили княжий титул. Представники обох гілок були воєводами, займали різноманітні придворні посади. Лише декілька Волинських були боярами.
Рід Вороних-Волинських згас наприкінці XVI -на початку XVII ст.
З власне Волинських найбільш відомі: Михайло Іванович «Крюк» (? — 1571), боярин, воєвода, загинув під Москвою в битві з татарами; Степан Іванович (? — після 1617) — посол до Англії; Василь Семенович (? — 1683), боярин, дипломат, голова низки приказів.
- Артемій Петрович Волинський (1689–1740, страчений) — державний діяч, генерал-аншеф, неодноразово губернатор, дипломат. Кабінет-міністр Анни Іванівни з 1738 р. Прибічник реформування самодержавства, впав у боротьбі з Біронівщиною.

Рід Волинських згас зі смертю генерал-майора Михайла Михайловича (1761–1837), який не залишив синів.

## Старшість в роду
Генеалогічна першість нині живучих нащадків Гедиміна:
- Голіцини (Наримунтовичі, гілки «Олексійовичів» та «Михайловичів»)
- Куракіни (Наримунтовичі, 2 представника)
- Хованські (Наримунтовичі)
- Лукомські* (старші Ольгердовичі)
- Полубинські (старші Ольгердовичі)
- Трубецькі (старші Ольгердовичі)
- Чорторийські (старші Ольгердовичі, 3 гілки)
- Сангушки (старші Ольгердовичі, Ковельська гілка, 1 представник)
- Несвицькі* (молодші Ольгердовичі)
- Воронецькі (молодші Ольгердовичі, 4 гілки)
- Курцевичі (Коріятовичі)

Про живих достовірних нащадків князів Несвицьких та дворян Лукомських наразі нічого невідомо.

## Генеалогія Гедиміновичів
- 1) Нащадки Наримунта Гедиміновича — Наримунтовичі:
  - Корецькі (†1651 p.)
  - Патрикеєви (†1531 p.)
    - Булгакови (†1514 p.)
      - Голіцини (Голіцини-Булгакови)
      - Куракіни (Куракіни-Булгакови)

    - Щенятєви († 1568 p.)

  - Хованські
  - Ружинські (Ружинські-Роговицькі) (†друга третина XVII ст.)
    - Будримовичі-Ружинські (†друга третина XVII ст.)

  - Бельзські (Холмські, †1471 p.)
  - Пінські(†1471 p.)
- 2) Нащадки Ольгерда Гедиміновича — Ольгердовичі:
- Від Андрія Ольгердовича:
  - Лукомькі
  - Полубенські
- Від Дмитра Ольгердовича:
  - Трубецькі (Трубчевські)
- Від Костянтина Ольгердовича:
  - Чорторийські
- Від Володимира Ольгердовича:
  - Олельковичі Київські (Слуцькі, †1593 p.)
  - Бельські (†1612 p.)
- Від Федора Ольгердовича:
  - Кобринські (†1494 p.)
  - Лисятничські (Гурковичі Красничинські) (†1470-і pp.)
  - Сангушки
- Від Владислава-Ягайло Ольгердовича:
  - Ягеллони (†1572 p.)
    - Угорські Ягеллони (†1526 p.)
- Від Дмитра-Корибута Ольгердовича:
  - Несвицькі
  - Збаражські (†1631 p.)
    - Корибут-Вишневецькі (†1744 p.)
    - Корибут-Воронецькі
      - Порицькі (†1637 р.)

  - Передільницькі (†1478 p.)
- Від Лугвенія-Семена Ольгердовича:
  - Мстиславські (†1486 p.)
- 3) Нащадки Кейстута Гедиміновича — Кейстутовичі (†1452 p.)
- 4) Нащадки Любарта Гедиміновича — Любартовичі (†1431 p.)
- 5) Нащадки Євнутія-Івана Гедиміновича:
  - Заславські (†1539)
    - Заславські-Мстиславські (†1622 p.)
- 6) Нащадки Коріята-Михаїла Гедиміновича:
  - Коріяатовичі (†XV ст.)
    - Курцевичі (Коріятовичі-Курцевичі)[г]
    - Буремльські (†1610 р.)

  - Волинські (†1837 р.)
    - Вороні-Волинські (†початок XVII ст.)

## Герби родів Гедиміновичів
На родинних гербах більшості нащадків Гедиміна присутня старовинна литовська емблема «Погоня». На гербових щитах нащадків Корибута-Дмитра і князів Куракіних (як окремий елемент), зображена емблема «Корибут».

Корецькі, Сангушки
Ружинські
Лукомські
Полубинські
Чорторийські
Збаразькі, Вишневецькі, Воронецькі, Несвицькі та Порицькі
Курцевичі
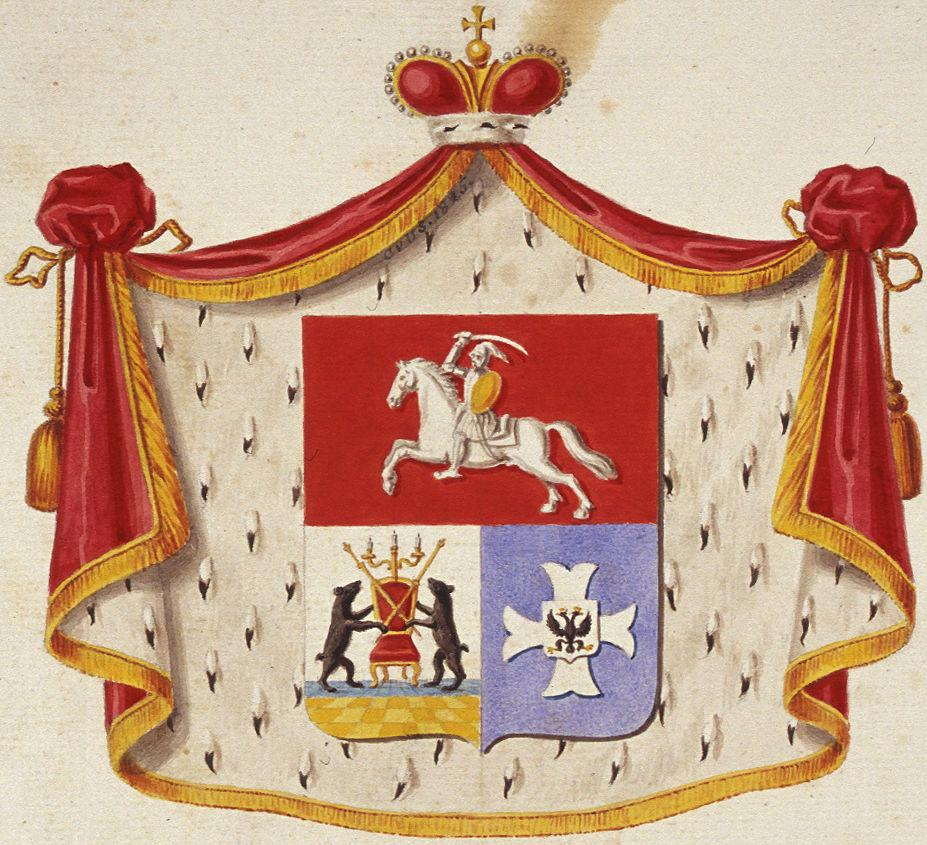
Голіцини
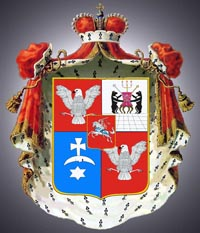
Куракіни
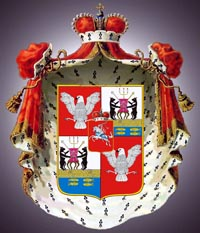
Хованські
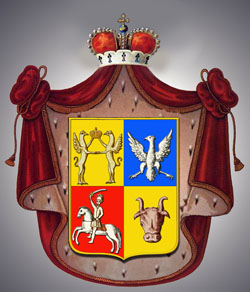
Трубецькі

## Вшанування пам'яті
- Вулиця Князів Ґедиміновичів у селищі Жуляни Солом'янського району міста Києва — перейменована у 2022 вулиця Івана Мічуріна.[42]